# Valderas
Valderas es un municipio y villa española de la provincia de León, en la comunidad autónoma de Castilla y León. Cuenta con una población de 1489 habitantes (INE 2024).
Sin documentación escrita hasta el siglo XII, en el siglo XIII aparece como feudo del señorío de los Osorio y cabeza de las llamadas Siete Villas de Campos. Durante las guerras civiles acaecidas a finales del siglo XIV, apoyó tanto a Enrique de Trastámara como a su heredero, Juan I, por lo que en 1388 este último otorgó a la villa un privilegio, confirmado posteriormente por Felipe V, por el cual eximía a los valderenses de «todo tributo e cualesquiera pechos, pedidos e servicios».
Durante la guerra de las Comunidades de Castilla, la villa apoyó a Carlos I, por lo que recibió del monarca nuevos privilegios, beneficiándose de ello todo el pueblo, que vio como su población y comercio crecía. En 1814 el marqués de Astorga, Vicente Osorio de Moscoso y Álvarez de Toledo, cedió sus derechos, quedando desde entonces vinculada a la administración de la nación.
Su patrimonio histórico y monumental, así como diversas celebraciones que tienen lugar a lo largo del año, entre las que destacan las ferias y fiestas del mes de julio y las fiestas patronales de septiembre en honor a la Virgen del Socorro, la convierten en una villa receptora de turismo, especialmente en los meses estivales. Entre sus monumentos más representativos se encuentran la iglesia de Santa María del Azogue, los arcos de sus murallas, la casa de los Osorio, el antiguo consistorio y el Seminario. En 2008, el conjunto de la villa fue declarado Bien de Interés Cultural.

## Toponimia
En los documentos escritos que se conservan de 1113, el primer testimonio escrito y documentado es de fecha 11 de junio y hace referencia a la venta de una heredad in Valde Heras, adoseira Sancti Micahelis, sub kastro Macareff. En 1121, la referencia es de Vald’ Heras, en 1145 Valdeiras. Como Ualdeiras figura en 1207 en una donación de Teresa Fernández de Villalobos al monasterio de Carrizo donde uno de los testigos es Michael Nicolai de Ualdeiras. En 1227, los hermanos Miguel y Iohannes dan a su hermano Martín varias propiedades a cambio de lo que este último tiene en Ual de Eras. En un documento de abril de 1259 uno de los testigos es Rodrigo Fernández, clérigo de Ualderas, y así vuelve a aparecer el topónimo en junio de 1260 cuando la monja Orfresa Fernández dona sus bienes al monasterio de Carrizo y uno de los testigos es don Symon, carpentero de Ualderas. El significado del topónimo podría ser una contracción de «val de eras» o «valle de las eras».
No obstante, algunos autores hablan de un origen romano (no confirmado al no haber constancia escrita), en el que se habría fundado un poblado denominado Vallis ferax cerere et uvis (valle abundante en cereales y viñedos); voz que se contraería primero a Vallis Ferax; y después la «f» evolucionaría a «h» aspirada y la «x» cambiaría a «s», hasta llegar a la antes citada primera constancia escrita medieval de Val de Heras y su evolución posterior hasta la actual Valderas.

## Geografía

### Ubicación

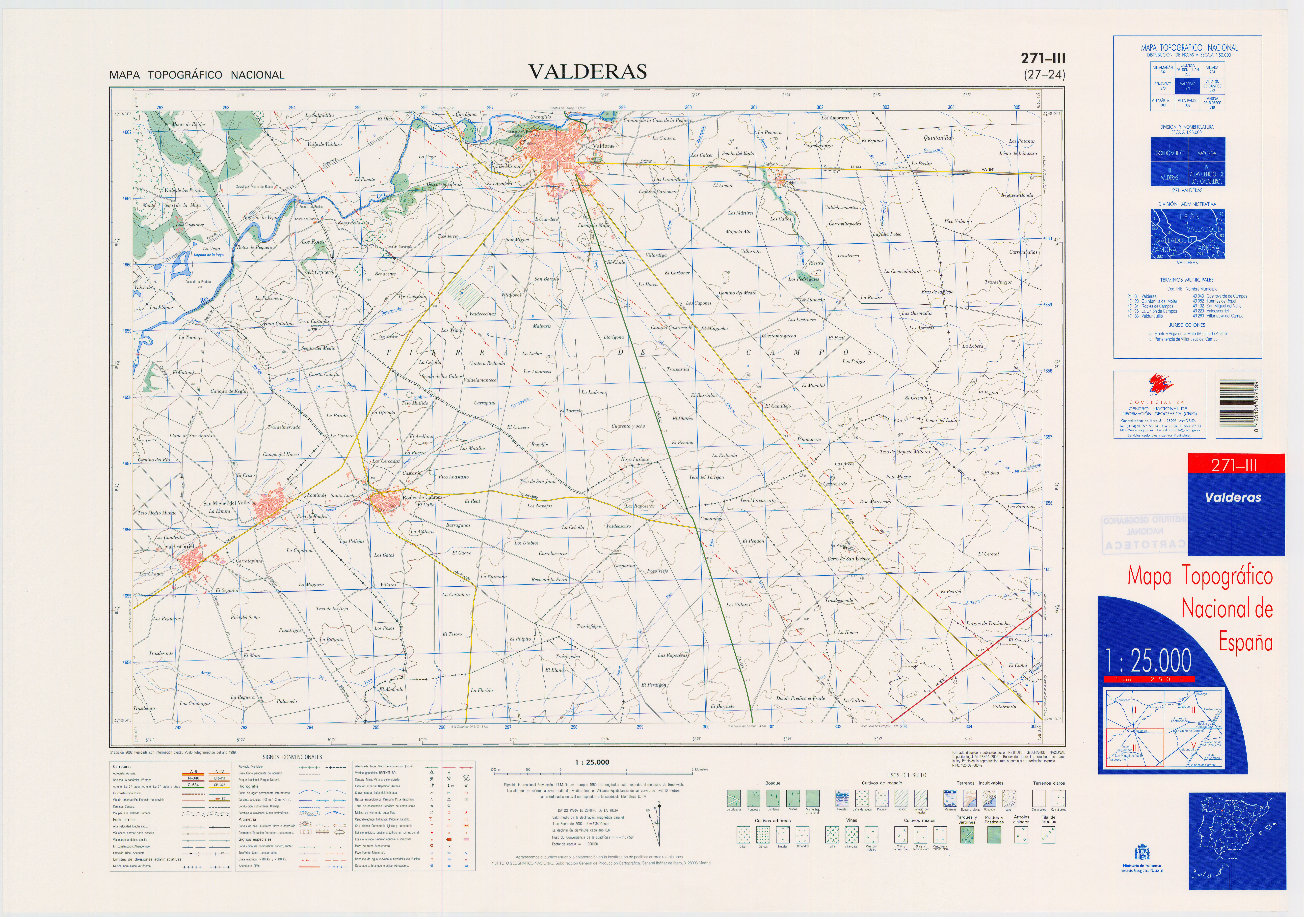
Fragmento de la hoja 271 del Mapa Topográfico Nacional de España de 2002 en el que se representa Valderas

Valderas se encuentra al sur de la provincia de León, a una altitud de 738 m s. n. m., situándose su casco histórico sobre un cerro localizado junto al río Cea. El territorio del término municipal está representado en la hoja 271 del Mapa Topográfico Nacional.
| Noroeste: Villaquejida                 | Norte: Campazas y Fuentes de Carbajal | Noreste: Gordoncillo                                                |
| Oeste: Matilla de Arzón (Zamora)       |                                       | Este: La Unión de Campos (Valladolid) y Valdunquillo (Valladolid)   |
| Suroeste Roales de Campos (Valladolid) | Sur: Villanueva del Campo (Zamora)    | Sureste: Castroverde de Campos (Zamora) y Valdunquillo (Valladolid) |

### Orografía
Su ubicación junto al río Cea hace que el municipio se asiente en una zona predominantemente llana, exceptuando la propia Valderas que se encuentra en una zona elevada, y los montes de Valderas y el duque, en los que el terreno asciende. En el término municipal se encuentra el vértice geodésico de Pico de Fuentes, a una altitud de 809 m s. n. m., y situado en el extremo norte del municipio.

### Hidrografía
Valderas está bañada por el río Cea, el cual recorre el municipio de noreste a suroeste. En él desembocan varios arroyos, como el de Valdefuentes, y el canal de la Margen Izquierda del Porma.

### Clima
El clima en Valderas es, al igual que en la mayor parte de la Meseta Norte, un clima mediterráneo continentalizado, levemente alterado por la influencia de la cordillera Cantábrica. Las precipitaciones se reparten de manera irregular, con máximos en primavera y otoño y un mínimo estival. En cuanto a las temperaturas, los inviernos son fríos, con frecuentes heladas, mientras que los veranos son cortos y calurosos.

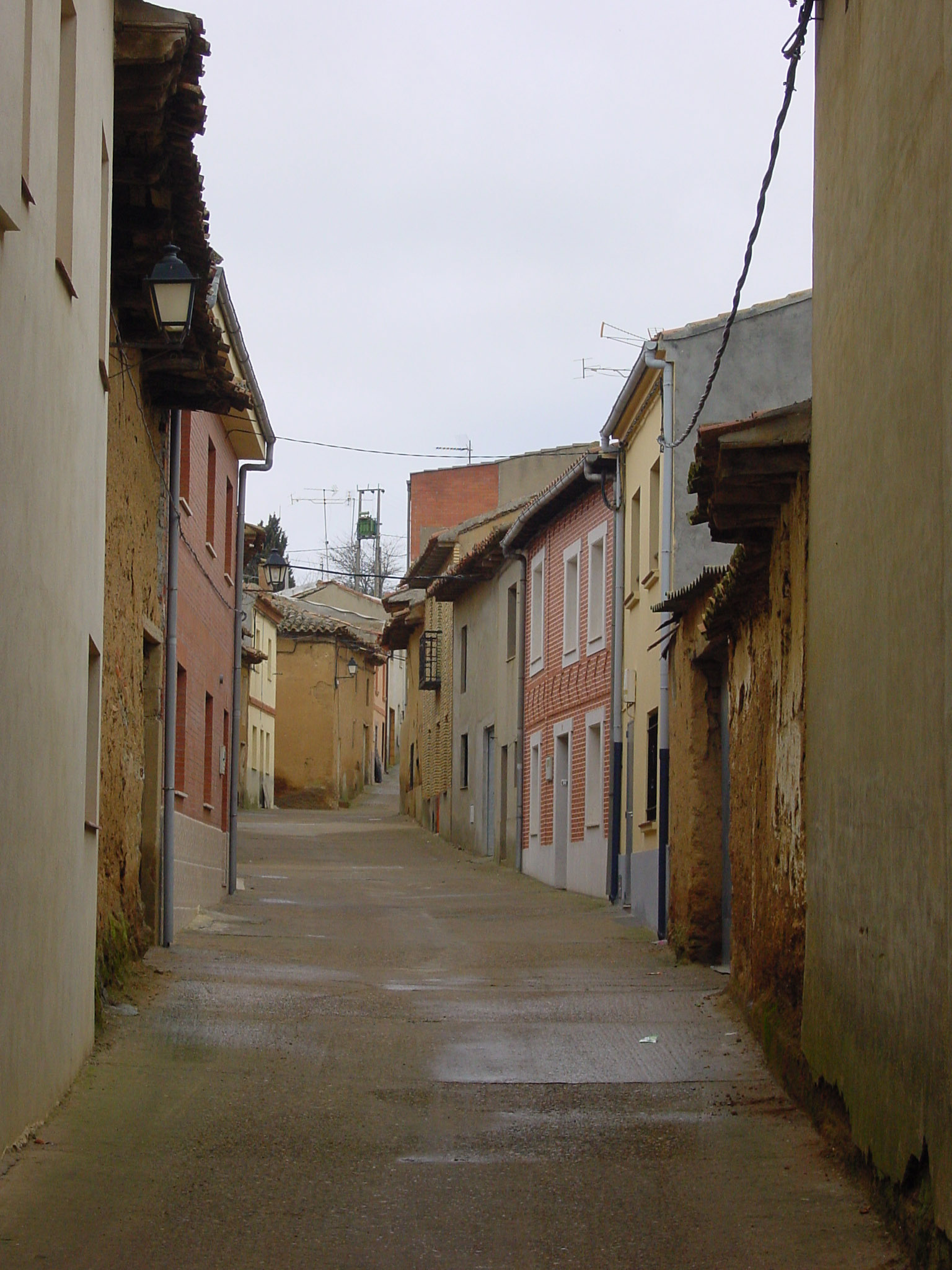
Una calle antigua

| Parámetros climáticos promedio de Valderas en el periodo 1961-2003 | Parámetros climáticos promedio de Valderas en el periodo 1961-2003 | Parámetros climáticos promedio de Valderas en el periodo 1961-2003 | Parámetros climáticos promedio de Valderas en el periodo 1961-2003 | Parámetros climáticos promedio de Valderas en el periodo 1961-2003 | Parámetros climáticos promedio de Valderas en el periodo 1961-2003 | Parámetros climáticos promedio de Valderas en el periodo 1961-2003 | Parámetros climáticos promedio de Valderas en el periodo 1961-2003 | Parámetros climáticos promedio de Valderas en el periodo 1961-2003 | Parámetros climáticos promedio de Valderas en el periodo 1961-2003 | Parámetros climáticos promedio de Valderas en el periodo 1961-2003 | Parámetros climáticos promedio de Valderas en el periodo 1961-2003 | Parámetros climáticos promedio de Valderas en el periodo 1961-2003 | Parámetros climáticos promedio de Valderas en el periodo 1961-2003 |
| Mes | Ene.                                                               | Feb.                                                               | Mar.                                                               | Abr.                                                               | May.                                                               | Jun.                                                               | Jul.                                                               | Ago.                                                               | Sep.                                                               | Oct.                                                               | Nov.                                                               | Dic.                                                               | Anual                                                              |
| --- | ------------------------------------------------------------------ | ------------------------------------------------------------------ | ------------------------------------------------------------------ | ------------------------------------------------------------------ | ------------------------------------------------------------------ | ------------------------------------------------------------------ | ------------------------------------------------------------------ | ------------------------------------------------------------------ | ------------------------------------------------------------------ | ------------------------------------------------------------------ | ------------------------------------------------------------------ | ------------------------------------------------------------------ | ------------------------------------------------------------------ |
| Temp. media (°C) | 2.0                                                                | 4.2                                                                | 6.7                                                                | 10.1                                                               | 13.7                                                               | 18.5                                                               | 22.5                                                               | 21.6                                                               | 17.8                                                               | 12.3                                                               | 6.1                                                                | 3.0                                                                | 11.5                                                               |
| Precipitación total (mm) | 47.5                                                               | 39.7                                                               | 27.1                                                               | 42.8                                                               | 48.3                                                               | 33.9                                                               | 19.2                                                               | 14.5                                                               | 32.5                                                               | 49.5                                                               | 49.5                                                               | 45.4                                                               | 449.8                                                              |
| Fuente: Ministerio de Agricultura, Alimentación y Medio Ambiente. Datos de precipitación para el periodo 1961-2003 y de temperatura para el periodo 1967-1978 en Valderas 5 de octubre de 2012 |                                                                    |                                                                    |                                                                    |                                                                    |                                                                    |                                                                    |                                                                    |                                                                    |                                                                    |                                                                    |                                                                    |                                                                    |                                                                    |

## Naturaleza
Zonas protegidas
Parte de su término municipal se integra dentro de la ZEPA Penillanuras-Campos Norte.

## Historia

### Edad Media
No existe documentación escrita sobre Valderas hasta el siglo XII en que aparece el primer testimonio acreditado. Es de suponer que los habitantes asentados desde antiguo en estas tierras habrían seguido la misma suerte y evolución que los otros pueblos asentados en las márgenes del río Esla y sus afluentes.
A falta de documentos escritos para la historia anterior al siglo XII, existen las historias narradas de generación en generación, las leyendas, la tradición no escrita y los vestigios que pueden aportar algunos edificios. La tradición cuenta que en el siglo VIII, el rey godo Witiza proclamó una ley que mandaba destruir todas las armas y convertirlas en arados y utensilios para el campo. Una dama de Valderas llamada María de las Hazas (o de las Zarzas) instó a los vecinos para cumplir a medias con la ley: sólo convertirían en arados las armas inservibles o viejas mientras que las otras serían guardadas en secreto para echar mano de ellas cuando hiciera falta. La leyenda cuenta también que esta mujer, incluso, compró más armas nuevas y las custodió junto con las otras.
Años más tarde pasaron por la población las tropas de Alcama o Al-Qama, camino de Asturias, donde se encontrarían con don Pelayo. Tomaron el pueblo y lo incendiaron y de nada les sirvieron a los ciudadanos aquellas armas escondidas. Se cree que esta leyenda dio lugar a la configuración del escudo de la ciudad en que aparece una mano que está sacando una bandera de las llamas.[cita requerida]

#### SigloX

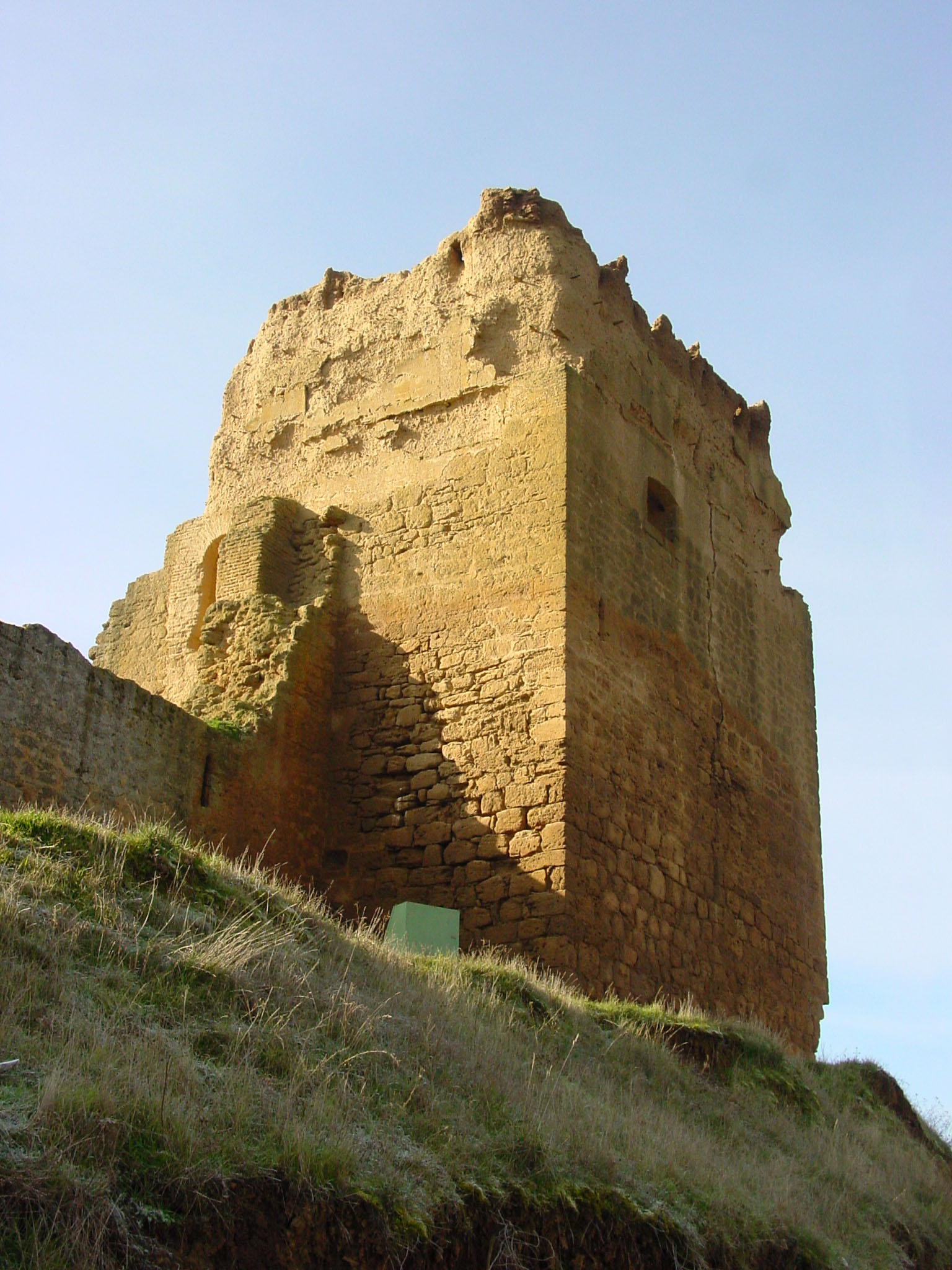
Ruinas de la fortaleza en Altafría, construida en tiempos de Fernando II

Aunque la villa no aparece documentada hasta el siglo XII, en otros documentos del siglo X se hace referencia a una cierta fortificación que construyó un repoblador hispano-musulmán llamado Maçarefe, Mazarefe o Mazaref y que podría referirse a Valderas. Los bani-Mazaref pertenecían a una familia de alto linaje mozárabe, repobladores del valle del Duero.

#### SiglosXIIyXIII

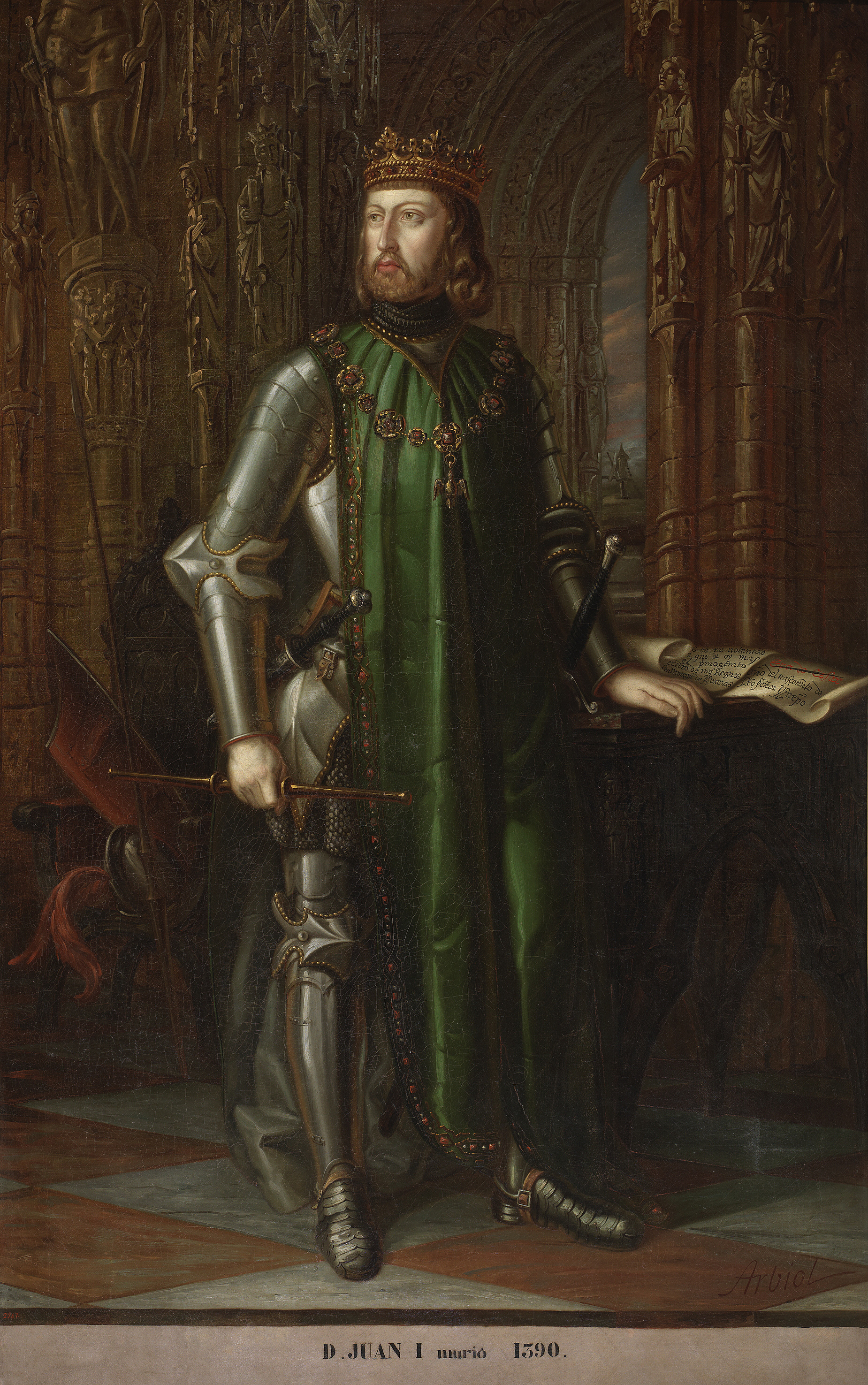
En 1388, el rey Juan I otorgó un privilegio a la villa en agradecimiento a la fidelidad mostrada

A partir del siglo XII, durante el reinado de Urraca I de León (1109-1126), Valderas ya aparece en los documentos escritos donde son apuntados asuntos relacionados con la ciudad. La villa fue gobernada por varios tenentes, entre ellos; Rodrigo Fernández en 1134 y el conde Ponce de Minerva desde 1159. En tiempos de Fernando II (1157-1188) se construyó un fortín del que se conservan los torreones ruinosos, conocidos en la villa como los castillos de la Altafría. Se construye también la muralla que nacía en dichas torres y descendía rodeando el otero, terminando en la llamada puerta de San Isidro donde la ciudad estaba ya protegida por el terreno escarpado y el río.
El Honrado Concejo de la Mesta de Pastores también tuvo actividad en la zona de Valderas desde esa época, ya que la Cañada Real Zamorana, ramal de la Cañada Real Leonesa Occidental, discurre por sus inmediaciones.

#### SiglosXIVyXV
En el siglo XIV, Pedro Álvarez Osorio, a quien el rey Pedro I mandó matar en 1360 e hijo de Juan Álvarez Osorio, figura como señor de Valderas, de Fuentes de Ropel y de otros lugares. En el siglo XV, un descendiente suyo del mismo nombre también fue señor de Valderas, aparte de Villalobos, Castroverde, y otras tierras, y el primer conde de Trastámara por merced del rey Juan II de Castilla en 1445.
En el siglo XV, Valderas figura en los anales como feudo del señorío de los Osorio (Marqueses de Astorga), cuya cabeza fue Álvar Pérez Osorio, hijo del primer conde de Trastámara, señor de Villalobos y de las Siete Villas de Campos (estas villas eran Becilla de Valderaduey, Castroverde de Campos, Roales de Campos, San Miguel del Valle, Fuentes de Ropel, Villaornate y Valderas, siendo esta su capital).
Valderas, con el señor de Osorio a la cabeza, defendió los intereses de Enrique de Trastámara frente al rey Pedro I en la guerra civil que sostuvieron de 1366 a 1369. Años más tarde defendió también al heredero de Enrique de Trastámara, Juan I de Castilla, frente a las aspiraciones de los duques de York y Lancaster, cuyas tropas, apoyadas por la ayuda portuguesa, invadieron Castilla y también León, llegando a poner sitio a Valderas (guerra civil de 1388). La ciudad se defendió heroicamente, según cuentan las crónicas, pero a la vista de una derrota inminente quemaron sus bienes y huyeron buscando asilo en los pueblos cercanos.
Este hecho de armas y esta fidelidad fueron premiados por el rey Juan I, otorgando a la villa un privilegio que fue firmado en Burgos el día 15 de enero de 1388. Según constaba en el acta, se eximía a los combatientes valderanos y sus sucesores, por siempre y en cualquier lugar donde estuvieran, de «todo tributo e cualesquiera pechos, pedidos e servicios» además de concederles los diezmos y tercios que la corona había de percibir, para que lo destinasen a reparar las murallas. Se rehicieron las murallas y se construyó la nueva cerca[cita requerida]. Estos privilegios y beneficios fueron confirmados posteriormente por los Reyes Católicos en 1476, por Felipe II en 1562 y por Felipe V a principios del siglo XVIII.
Los beneficios del privilegio se hicieron notar en la prosperidad de la villa, que creció, se abrieron nuevas calles y plazas y las casas se construyeron más sólidas y con mejores materiales (piedra y ladrillo en lugar de tapial). Muchas de estas casas fueron habitadas por hombres ilustres, caballeros de Santiago y de Alcántara, que colocaron sus escudos heráldicos en las fachadas, conservándose todavía algunas de ellas.

### Edad Moderna

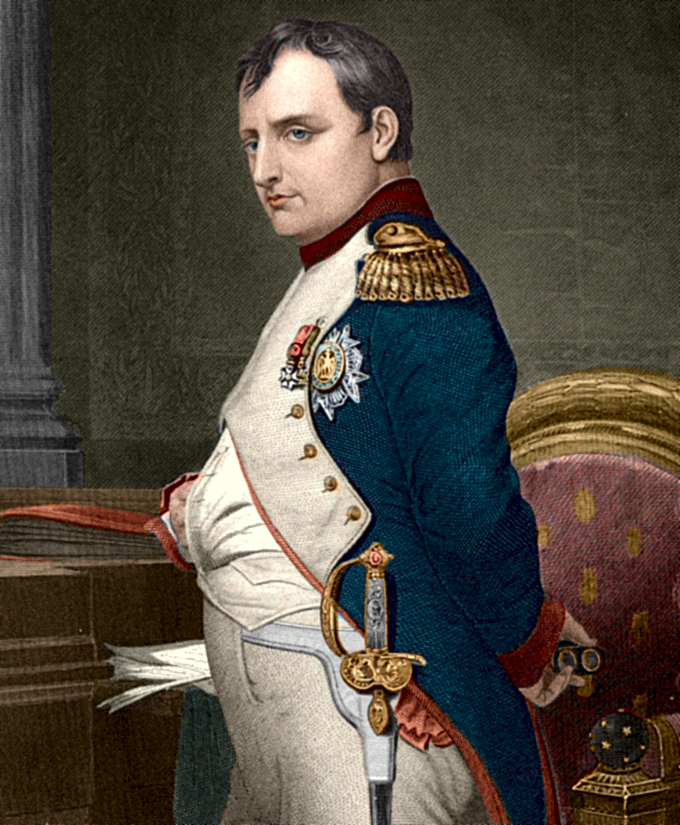
En diciembre de 1808, Napoleón se alojó en el Seminario con motivo de las campañas militares de la guerra de la Independencia.

En la guerra de las Comunidades, la villa de Valderas apoyó la causa del rey Carlos I, por lo que este premió su actitud, gozando de nuevos privilegios y rangos especiales los fijosdalgo y los caballeros y beneficiándose el pueblo entero con la ayuda otorgada al mercado, que se convirtió en uno de los más destacados del reino (y que se sigue celebrando hoy semanalmente, los lunes), y al que acudían mercaderes de tierras lejanas, sobre todo franceses y flamencos.
Durante el siglo XVI Valderas también fue sede temporal del adelantamiento mayor del reino de León (antigua institución con funciones militares y judiciales).
Los beneficios de los citados privilegios fiscales y comerciales se hicieron notar en la prosperidad de la villa, que en los siglos XVI, XVII y XVIII vio crecer su población y su actividad comercial y artesanal, se abrieron nuevas calles y plazas y se levantaron algunas casas y palacetes en piedra y ladrillo y con escudos heráldicos, algunos de las cuales aún se conservan (como el Palacio de los Osorio, el Palacio de los Marqueses de Castro Janillo y el Seminario, entre otros).
Culturalmente Valderas también floreció en estos siglos, en gran parte gracias a los centros religiosos y docentes que había en el pueblo: el Convento de los Carmelitas desde el siglo XVI, y el Seminario desde el siglo XVIII.
Ya en el siglo XVIII, de gran prosperidad para Valderas, la ciudad se inclinó a favor del nuevo rey Felipe V en la Guerra de Sucesión Española (1701-1715), quien, en agradecimiento, confirmó el privilegio otorgado por Juan I.

### Edad Contemporánea

#### SigloXIX
A principios del siglo XIX, en diciembre de 1808, consta que Napoleón pasó por Valderas con motivo de sus campañas militares en España y se alojó en el Seminario (sus tropas saquearon la villa).
Poco después se produjo la creación constitucional y legal de los municipios y la abolición de los señoríos. Así, en 1814, el Marqués de Astorga, señor de las Siete Villas de Campos, cedió sus derechos señoriales sobre la villa, quedando la ciudad desde entonces vinculada a la administración de la nación y regida por un Ayuntamiento.
Paralelamente, durante el siglo XIX la villa entró en una decadencia económica y política y ya no recuperaría su anterior pujanza.

#### SigloXX
Durante el reinado de Alfonso XIII, y gracias a la influencia en la corte de Demetrio Alonso Castrillo, ministro de Gobernación y diputado por León, Valderas se vio muy favorecida con la construcción de diversas obras públicas. En 1915 se instaló el ferrocarril de vía estrecha (FEVE) que comunicaba Valladolid con Valderas y Palanquinos (llamado popularmente Tren Burra y suprimido en 1969) y se hizo el trazado de las siete carreteras comarcales que salen de la ciudad. Se creó un grupo escolar ubicado en la calle Derecha y se activó la parcelación de los terrenos de Trasconejos y Dehesa. Hacia 1920 se amplió la zona sur y se inauguró el parque llamado Paseo Nuevo.
Durante la Guerra Civil Valderas no sufrió destrozos bélicos por estar lejos de las líneas del frente, aunque sí sufrió la represión de la dictadura franquista, especialmente por haber sido un pueblo con un fuerte movimiento sindical de izquierdas. Testimonio de ello es el hecho de que hoy en día Valderas es sede del Archivo Regional de la UGT en Castilla y León, sito en la antigua Casa del Pueblo.[cita requerida]
Tras la guerra el pueblo siguió creciendo con nuevos barrios: en 1943 se construyó la barriada de la Obra Sindical cerca de dicho parque y en 1963 se inauguró la barriada de Santa Teresa. En 1969 se levantó en la zona de Altafría un nuevo instituto (el primero de la comarca), llamado Octaviano Andrés en honor del entonces alcalde, promotor del centro.
En la década de los 60 Valderas llegó a su cima demográfica, unos 4000 habitantes, pero justo en esa época, finales de los 60 y años 70, comenzó la emigración masiva a los centros urbanos e industriales más pujantes del país (Madrid, Barcelona y País Vasco), y con ella el lento pero continuo declive económico, demográfico y social de Valderas. Este declive sólo se detiene en verano, cuando los numerosos veraneantes rejuvenecen y dan ambiente y alegría al pueblo.
Durante el siglo XX la historia económica de Valderas siguió ligada a la agricultura y la ganadería, aunque en paralelo surgieron interesantes iniciativas industriales. La Central Eléctrica de Valderas (fundada por Ángel Izquierdo y suministradora de energía a Valderas, Gordoncillo, La Unión de Campos, Roales, San Miguel y Valdescorriel) o las derivadas del sector alimentario: fábricas de harinas, como la creada por la sociedad Varela Temprano y Cia, de quesos, como la posterior Industrias Lácteas Manzano o de aguardiente. Junto a estas industrias se desarrolló un sector metalúrgico no habitual en la comarca, con la apertura de dos fundiciones de hierro que tuvieron una importante capacidad de creación de empleo. Cronológicamente la primera de ellas fue REMFA (fundada originalmente por René Abad y Facundo Álvarez Rubio) naciendo posteriormente FAR (Fundiciones Álvarez Rubio). El origen de estas fundiciones estuvo basado igualmente en el sector agrícola, como fabricantes de maquinaria agrícola, pero su producción se fue transformando y diversificando a lo largo del tiempo. En el caso de FAR se especializó en la fabricación de válvulas de compuerta y de pie, con exportaciones a los Emiratos Árabes, Cuba o Venezuela. Mientras REMFA transformada a lo largo de los años en Fundiciones Francia y posteriormente en COFUMA orientó su producción a la fabricación de tapas de alcantarillado, bocas de riego y forja urbana. El desarrollo de esta industria metalúrgica, contribuyó durante muchas décadas del siglo XX a contener (aunque solo fuera parcialmente) la despoblación de la comarca, asegurando directa e indirectamente un empleo no agrícola a más de un centenar de personas. Finalmente las dos fundiciones acabaron cerrando sus puertas a finales del siglo XX y principios del XXI, en los que COFUMA vivió aún una última etapa de actividad bajo el nombre de COFUVA. El hueco dejado en el sector secundario por las históricas fundiciones ha sido en parte ocupado por la fábrica de explosivos ORICA.

## Demografía
Cuenta con una población de 1489 habitantes (INE 2024). En 1970, la población residente alcanzó la cifra más alta de su historia, 3999 habitantes censados, y a partir de esa fecha se ha ido produciendo un descenso prácticamente continuado del censo como consecuencia del envejecimiento de la población, la escasez de nacimientos y de la emigración de la población hacia municipios cercanos como León, Valladolid o Benavente.
Evolución de la población
| Gráfica de evolución demográfica de Valderas entre 1842 y 2021                                                        |
| |
| Población de derecho según los censos de población del INE. Población de hecho según los censos de población del INE. |

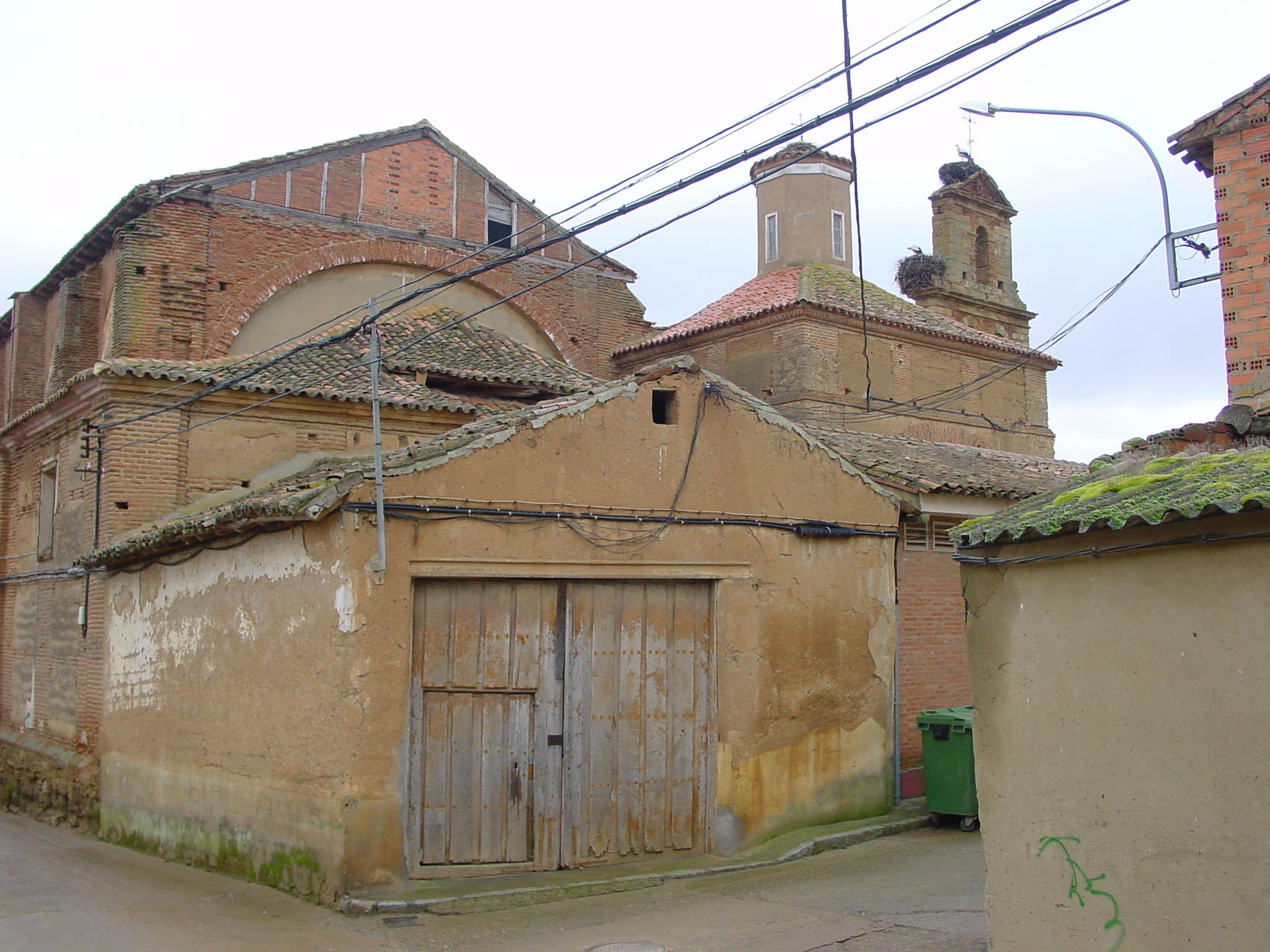
La crisis demográfica ha desembocado en el descuido e incluso abandono de los edificios tradicionales de la villa

Desde principios del siglo XX hasta los años 1970, la villa valderense mantuvo cierto dinamismo demográfico, roto a partir de esta última fecha, ya que a partir de los años 1970, Valderas comenzó un rápido declive demográfico debido al cual ha perdido casi el 50 % de su población. Las razones de este declive se encuentran en el éxodo rural y en la inexistencia de vías de comunicación de primer orden en las inmediaciones de la villa. No obstante, en los últimos años, la caída de la población se ha ido aminorado hasta mantener un crecimiento negativo prácticamente nulo.
Como consecuencia de esta crisis demográfica, la población se encuentra altamente envejecida, con 625 personas, un 30,64 % del total, por encima de los 65 años y 306 tan solo por debajo de los 19 años. Esto se ve agravado por las escasas posibilidades laborales que ofrece la villa a la juventud valderense, que se ve obligada a emigrar a lugares más dinámicos de dentro y fuera de la provincia leonesa, como la propia capital leonesa, Valladolid, Benavente o Valencia de Don Juan.
Movimiento migratorio
El colectivo inmigrante durante el año 2008 en la villa de Valderas se cifró en 98 personas, entre los que destacan los procedentes de Europa, con 86 personas del total. Por países, los más numerosos son los de nacionalidad búlgara, integrando este colectivo 82 personas; el resto de inmigrantes se reparte entre varias nacionalidades de todos los continentes.

## Transporte y comunicaciones
Red viaria
Estas son las carreteras que pasan por el municipio de Valderas:
| Identificador | Denominación                                                                | Itinerario                                                            | Longitud (km) |
| ------------- | --------------------------------------------------------------------------- | --------------------------------------------------------------------- | ------------- |
| LE-511        | Carretera de Valderas a Villafer                                            | Valderas - Villafer                                                   | 12,000        |
| LE-512        | Carretera de Mansilla de las Mulas a L.P. de Zamora                         | Mansilla de las Mulas - Palanquinos - Valencia de Don Juan - Valderas | 58,800        |
| LE-513        | Carretera de Valderas a L.P. Zamora (hacia San Miguel del Valle)            | Valderas                                                              | 4000          |
| LE-524        | Carretera de Villaquejida N-630 a L.P. Zamora (hacia Castroverde de Campos) | Valderas - Villaquejida                                               | 21,700        |
| LE-541        | Carretera de Valderas LE-512 a L.P. Valladolid (hacia La Unión de Campos)   | Valderas                                                              | 5100          |
| LE-542        | Carretera de De Valderas LE-512 a Gordoncillo (L.P. Valladolid)             | Valderas - Gordoncillo                                                | 6100          |

Autobús
La villa tiene conexión con otras poblaciones a través del transporte por autobús, como por ejemplo León, Valencia de Don Juan o Mayorga.
Transporte aéreo
El aeropuerto de León, que entró en servicio en 1999, es el aeropuerto más cercano, encontrándose a 65 kilómetros de Valderas.

## Economía
La economía de Valderas se basa en la agricultura (actualmente mecanizada), en la industria, con fundiciones de hierro, fábrica de quesos y una Cooperativa vinícola, más el sector turístico que se incrementa en los meses de verano al ser elegida esta ciudad como residencia veraniega por una población que procede de la zona montañosa de León y Asturias. Lo más atractivo para estos visitantes anuales es el clima seco y soleado.
El sector primario tiene una gran relevancia en la economía de la villa valderense, al representar el 23,9 % de los trabajadores de Valderas. Dentro de este sector y teniendo en cuenta que el cultivo se realiza en régimen de secano, la mayor parte del sector se dedica a cultivos herbáceos, que representan el 82,68 % de la superficie cultivada, sin embargo, también mantiene cierta importancia el sector vinícola, que tras el arranque de viñas del pasado aún mantiene un 3,98 % del total de la zona cultivada.
El sector secundario supone el 23,5 % de los trabajadores de la villa con un total de 117, que se emplean en su totalidad en industrias manufactureras.
La construcción
El sector servicios, basado en el comercio y los servicios públicos de ámbito local y comarcal, y en el turismo de veraneo interior, principalmente de asturianos y de oriundos del pueblo.

## Símbolos

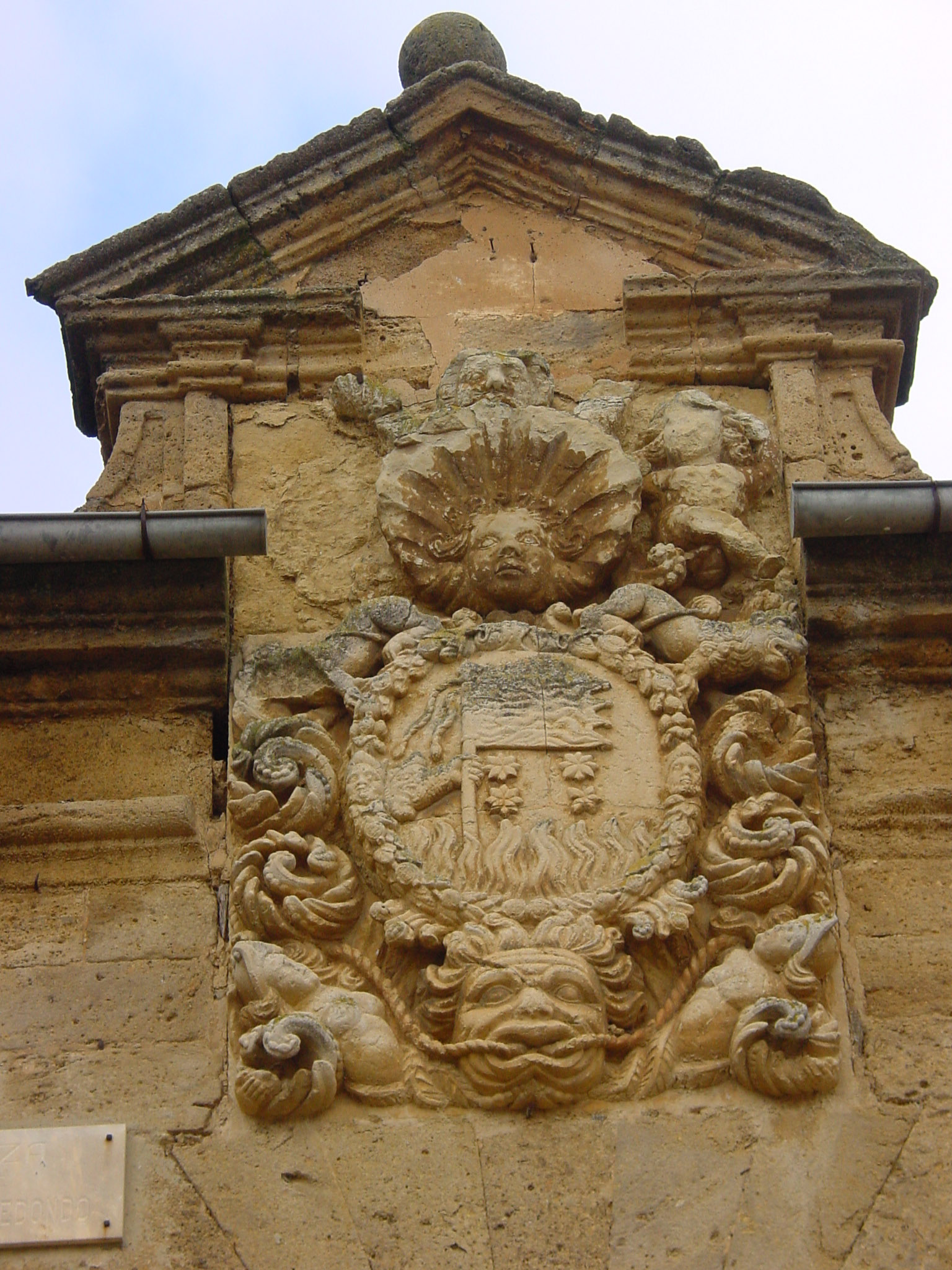
Escudo de Valderas en la fachada del antiguo Ayuntamiento.

La descripción del escudo de armas es la siguiente: en su centro un brazo que sale de las llamas y cuya mano rescata una bandera sobre la que se ven 4 estrellas y una cara. Lo rodea una orla con una leyenda que dice: Confringet arma et scuta comburet (quebrarán las armas y quemarán en el fuego los escudos).
Algunos autores vinculan el contenido del escudo a una leyenda de la tradición oral del siglo VII (sitio de los árabes e incendio de la villa) y otros a un hecho histórico del siglo XIV (sitio del Duque de Lancaster e incendio de la villa).[cita requerida]

## Administración y política

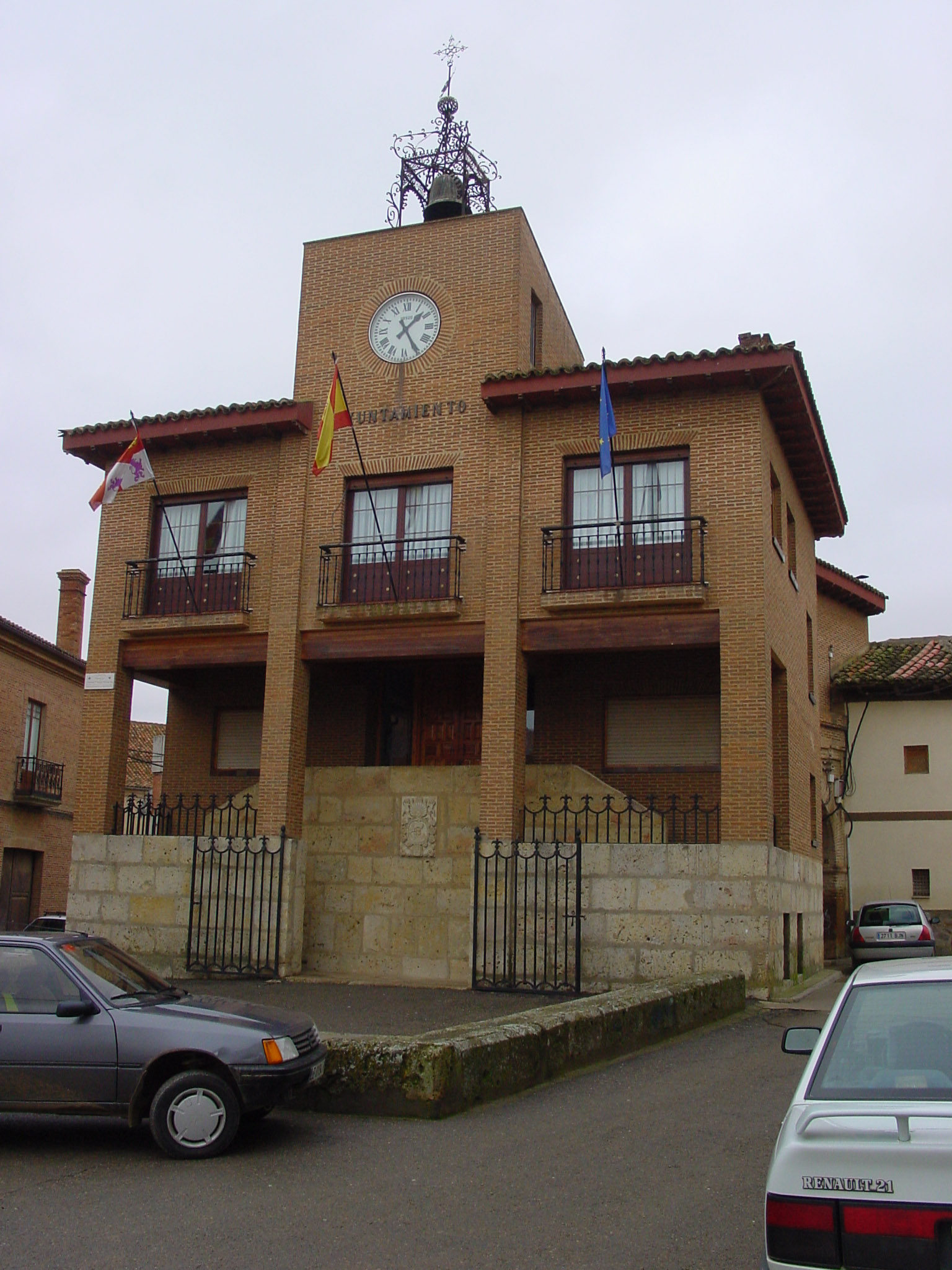
Edificio del Ayuntamiento de Valderas

La administración política del municipio se realiza a través de un ayuntamiento de gestión democrática, cuyos componentes se eligen cada cuatro años por sufragio universal. El censo electoral está compuesto por todos los residentes empadronados en Valderas, mayores de 18 años y con nacionalidad de cualquiera de los países miembros de la Unión Europea. Según lo dispuesto en la Ley del Régimen Electoral General, que establece el número de concejales elegibles en función de la población del municipio, la corporación municipal está formada por 11 ediles.
| Partido político | 2003    | 2003       | 2007    | 2007       | 2011    | 2011       | 2015    | 2015       |
| Partido político | % votos | concejales | % votos | concejales | % votos | concejales | % votos | concejales |
| PSOE             | 48,1    | 6          | 46,34   | 5          | 58,80   | 7          | 27,18   | 3          |
| PP               | 48,04   | 5          | 50,33   | 6          | 38,48   | 4          | 43,04   | 4          |
| UPL              | 2,91    | 0          | -       | -          | -       | -          | -       | -          |
| PAL-UL           | -       | -          | 1,99    | 0          | -       | -          | -       | -          |
| VOX              | -       | -          | -       | -          | -       | -          | 23,93   | 2          |
| IU CYL           | -       | -          | -       | -          | -       | -          | 3,62    | 0          |

En el municipio, además de la cabecera, se encuentran la localidad de Valdefuentes y el despoblado de Pobladura de San Julián.

## Servicios públicos
Educación
La localidad de Valderas cuenta con varios centros de enseñanzas no universitarias. De carácter público, cuenta con un centro de educación infantil y primaria (Nuestra Señora del Socorro) y un instituto de educación secundaria (Octaviano Andrés). En este se imparten Educación Secundaria Obligatoria, Bachillerato y la Cualificación Profesional Inicial en Hostelería y Turismo.
Sanidad
Valderas no dispone de hospital propio, por lo que sus habitantes han de acudir a los centros hospitalarios de la capital leonesa. Cuenta con un centro de salud de atención primaria, con servicio de guardia 24 horas, en el cual se centraliza la zona básica de salud Valderas, la cual engloba, además de la propia Valderas, los municipios de Campazas, Cimanes de la Vega, Gordoncillo, Villaquejida, Quintanilla del Molar, Roales de Campos, La Unión de Campos y Urones de Castroponce.

## Cultura

### Patrimonio

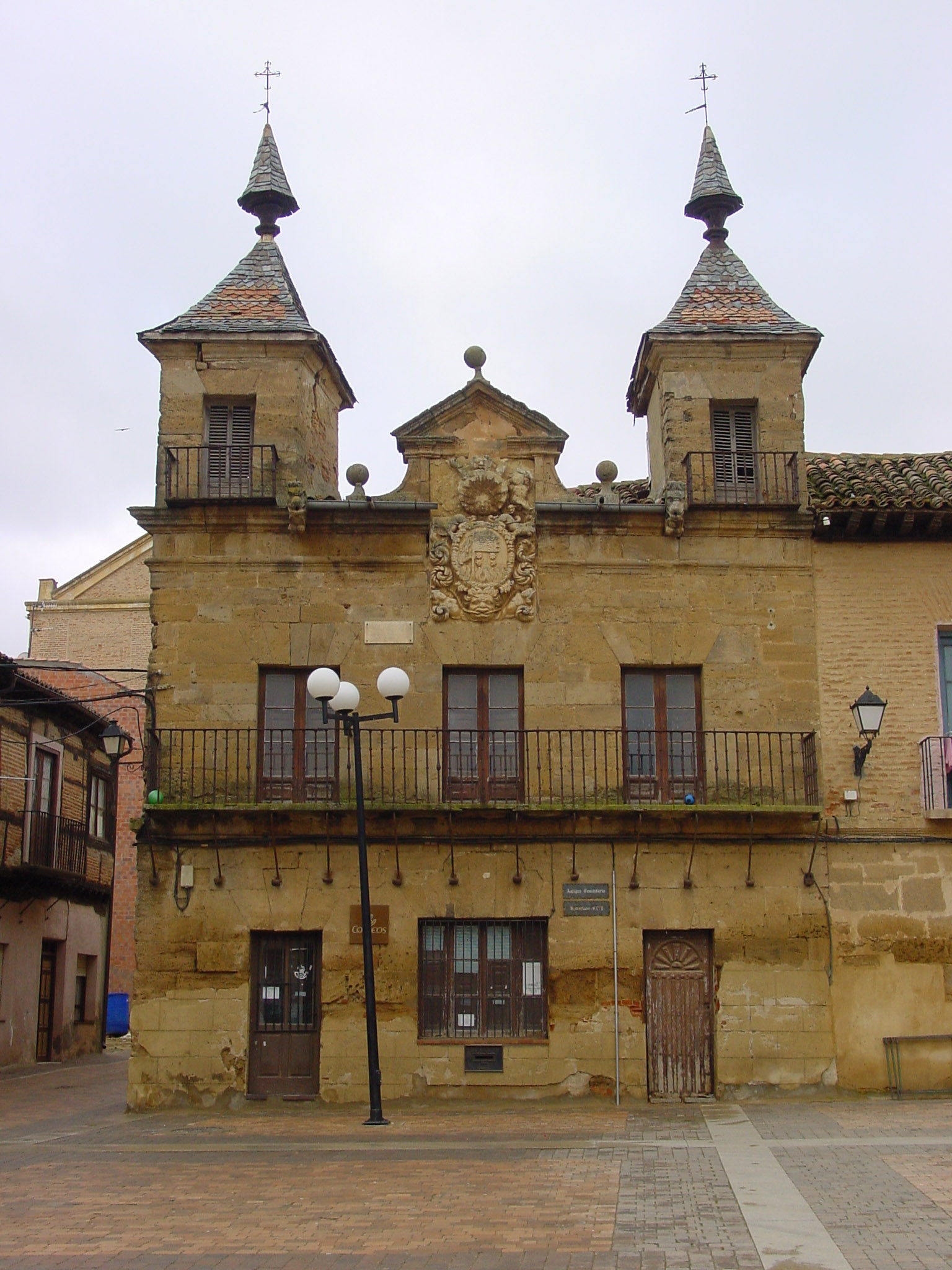
Antiguo Consistorio, posteriormente edificio de correos, actualmente abandonado, situado en la plaza Mayor

Valderas tiene un importante patrimonio histórico y monumental, y por ello en 2008 el conjunto histórico de la villa fue declarado Bien de Interés Cultural por la Junta de Castilla y León (Boletín Oficial de Castilla y León número 116, de 18 de junio de 2008 -páginas 11999 y 12000- , y Boletín Oficial del Estado número 265, de 3 de noviembre de 2008 - páginas 43688 a 43689- ).
En Valderas se encuentran edificios nobles (antiguas casas solariegas edificadas en piedra y adornadas con escudos) y casas de arquitectura popular edificadas al uso de la Tierra de Campos, utilizando el barro, ya sea en forma de adobe, ladrillo o tapial. Son casas que se cubren en su mayoría con tejados de teja roja. En el centro de la villa, que corresponde a la zona más antigua, las calles siguen un trazado medieval que converge en varias plazas, en algunos casos su traza está condicionada por el recorrido de la muralla antigua. Se conservan dos arcos o puertas de la primera muralla y algunos paños de la misma.

#### Plazas y calles
Plaza Mayor y alrededores
La plaza Mayor y las calles de alrededor ofrecen un recorrido medieval y con recuerdos históricos. Las calles tienen nombres que describen perfectamente la vida y costumbres de otros tiempos.
La Plaza Mayor (antes llamada Plaza de Santa María del Azogue, del árabe Az-Zuaqm, es decir plaza que servía de zoco) se encuentra en el casco antiguo y dentro de la primera muralla. En su origen estuvo porticada por los cuatro lados (hoy solo por dos). Es una típica plaza leonesa, bastante amplia, que al igual que en otras poblaciones sirvió para alojar el mercado, que tuvo su máximo apogeo en la Edad Media y que todavía hoy se viene celebrando. En ella está el Antiguo Consistorio (siglo XVII) y la Iglesia de Santa María del Azogue (siglo XII, reformada en los siglos XVII y XIX).
La calle de los Castillos sale de la plaza y en ella se encuentra la iglesia de San Claudio el Nuevo, conocida como Santuario de la Virgen del Socorro, antiguo convento de carmelitas descalzos. Casi enfrente está la casa de Álvar Pérez Osorio, señor de las Siete Villas de Campos. Desde esta calle se llega a la cumbre de Altafría donde están las ruinas de la fortaleza.
San Isidro es la calle más antigua de la ciudad, que corre paralela al río. Nace en la plaza Mayor y desemboca en una glorieta cuyo lado norte tiene vistas al río. Aquí se encontraba en el siglo XI una puerta de la muralla que daba acceso a la población por su lado este. Se conserva sólo el arranque del arco desde la primera casa de la esquina. El barrio judío estaba ubicado al otro lado de esta puerta. La sinagoga se elevaba en el solar de la mencionada glorieta; más tarde se convirtió en ermita de la Cruz (derrumbada a principios del siglo XX) y este fue el nombre que se le dio a la glorieta.

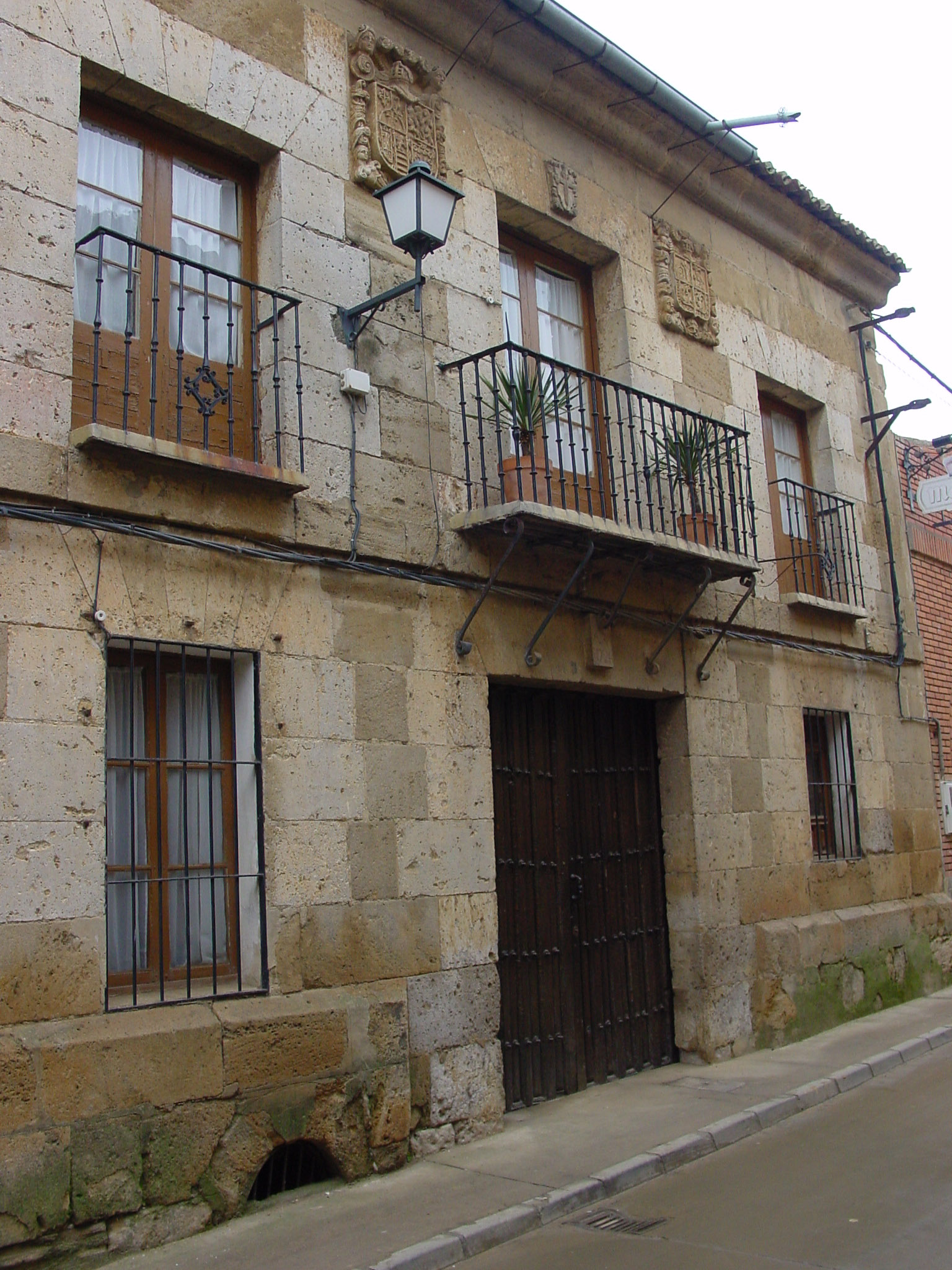
Casa noble en la calle Demetrio Castrillo

Otra calle que sale también desde la plaza Mayor es la de Demetrio Alonso Castrillo. Antiguamente se llamó calle Derecha y en ella hay casas señoriales que fueron antiguos palacios.
El paseo Viejo es el último tramo de la avenida del Padre Isla que desemboca en la plaza de Ramón y Cajal (antes llamada Plaza del Trigo). Conserva soportales de madera y de piedra con casas blasonadas. El lugar es hoy aparcamiento y plaza de mercado cada lunes, considerado el centro comercial moderno.
En la calle de Santiago puede verse aún alguna casa como solariega, con el piso superior sobresaliente. Aquí habitaron muchos de los caballeros de Santiago y de Alcántara del siglo XVII, como Bartolomé Costilla y Antonio Benavides, de la familia del marqués de Astorga. La calle termina en el Arco de Santiago.

#### Muralla y arcos

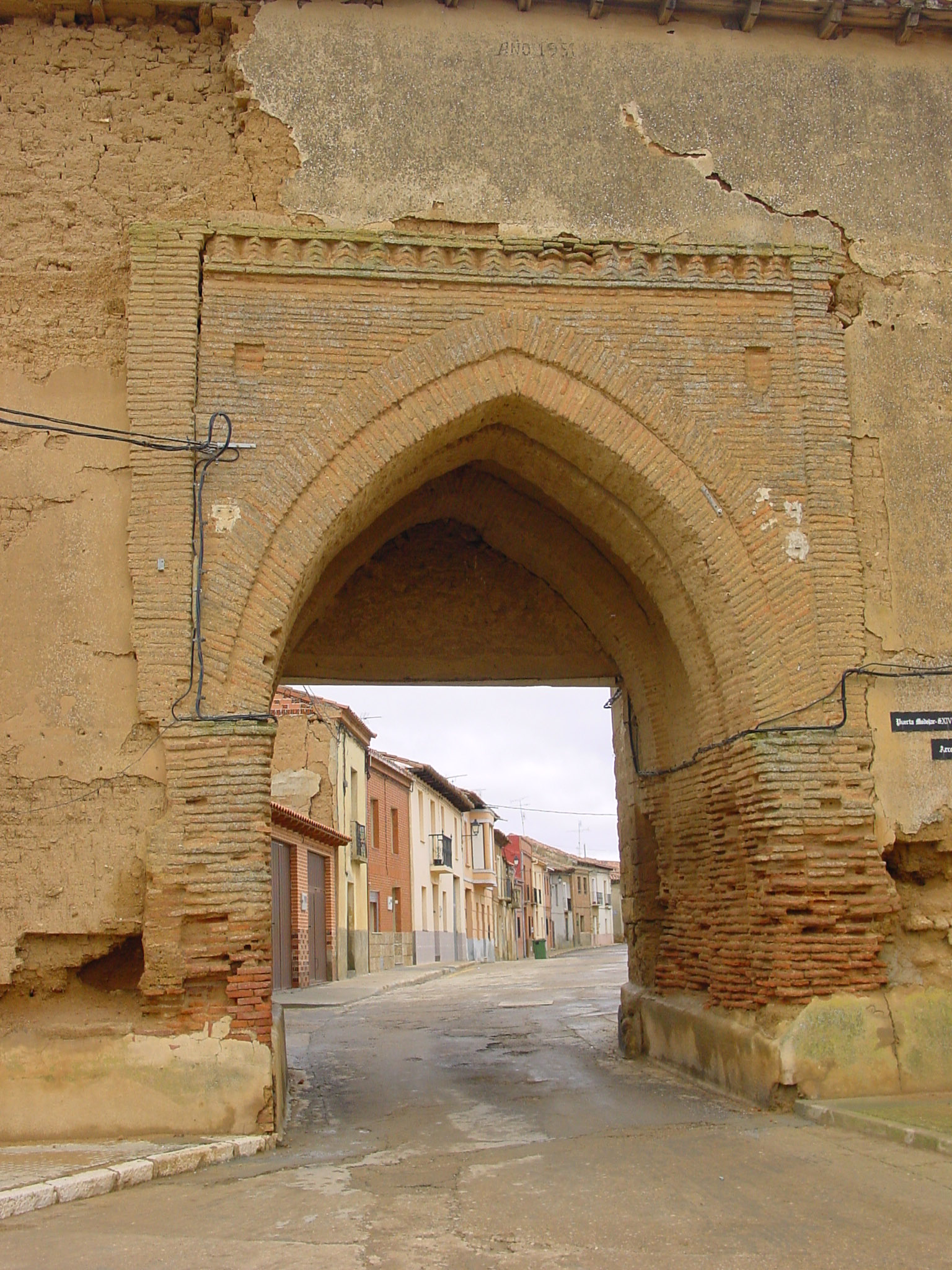
Arco de Santiago

En tiempos de Fernando II se construyó la muralla que nacía en las torres del castillo, en la zona conocida hoy como Altafría. Descendía rodeando el otero por la actual calle de los Alcázares torciendo casi en ángulo recto por la calle de la Paloma; su primera puerta de entrada a la ciudad era por el arco de las Arrejas desde donde subía hasta llegar a lo que hoy es entrada a la calle de san Isidro. Había otra puerta de acceso, conocida como puerta de san Isidro, de la que sólo queda el arranque que puede verse en la pared de una casa. La muralla terminaba en esta parte de la ciudad pues el norte estaba protegido por el terreno escarpado que bajaba hasta el río Cea, que también servía de protección.
En 1388 se rehicieron las murallas antiguas y en el siglo XV se construyó la nueva cerca que ceñía al pueblo por el sur y llegaba hasta la altura del seminario desde donde subía para unirse con la puerta de san Isidro. Fuera de esta segunda muralla estaba el campo abierto. En el primer tramo se abrió una puerta llamada puerta Nueva que dio nombre a la calle que transcurría paralela, calle de la Puerta Nueva (actual calle Nueva). Esta puerta se derribó en el siglo XIX para agrandar la ciudad fuera de esos límites. La muralla continuaba por la actual calle de Altafría hasta llegar a la altura del edificio del seminario para subir después hasta el Espolón y unirse con la antigua muralla y puerta de San Isidro.
Los dos arcos que se conservan son el arco de Santiago, que se encuentra al final de la calle de Santiago, y el arco de las Arrejas. El primero es mudéjar del siglo XIV y conserva su estilo por la parte de fuera donde puede verse el arco rodeado de un alfiz. Por la parte interior, sin embargo, hacia la calle de Santiago, el arco está bastante desvirtuado a causa de las sucesivas modificaciones que se le hicieron. Tiene una hornacina con la imagen de Santiago a caballo, obra del siglo XVIII, flanqueado a la izquierda por el escudo policromado de los Osorio y a la derecha por el de la villa, también policromado.
El arco de las Arrejas o Rejas o Rastrillo es un arco mudéjar reconstruido en el siglo XIV en sustitución de un simple pasadizo. Está casi escondido entre las edificaciones del moderno Ayuntamiento. Pertenece a la primera muralla y conserva el rastrillo y el arco mudéjar del interior, más el que mira al norte. La puerta que da al sur está muy desfigurada, con un ventanal abierto. En 2008, el arco fue restaurado retirándose elementos impropios del conjunto.

#### Edificios religiosos

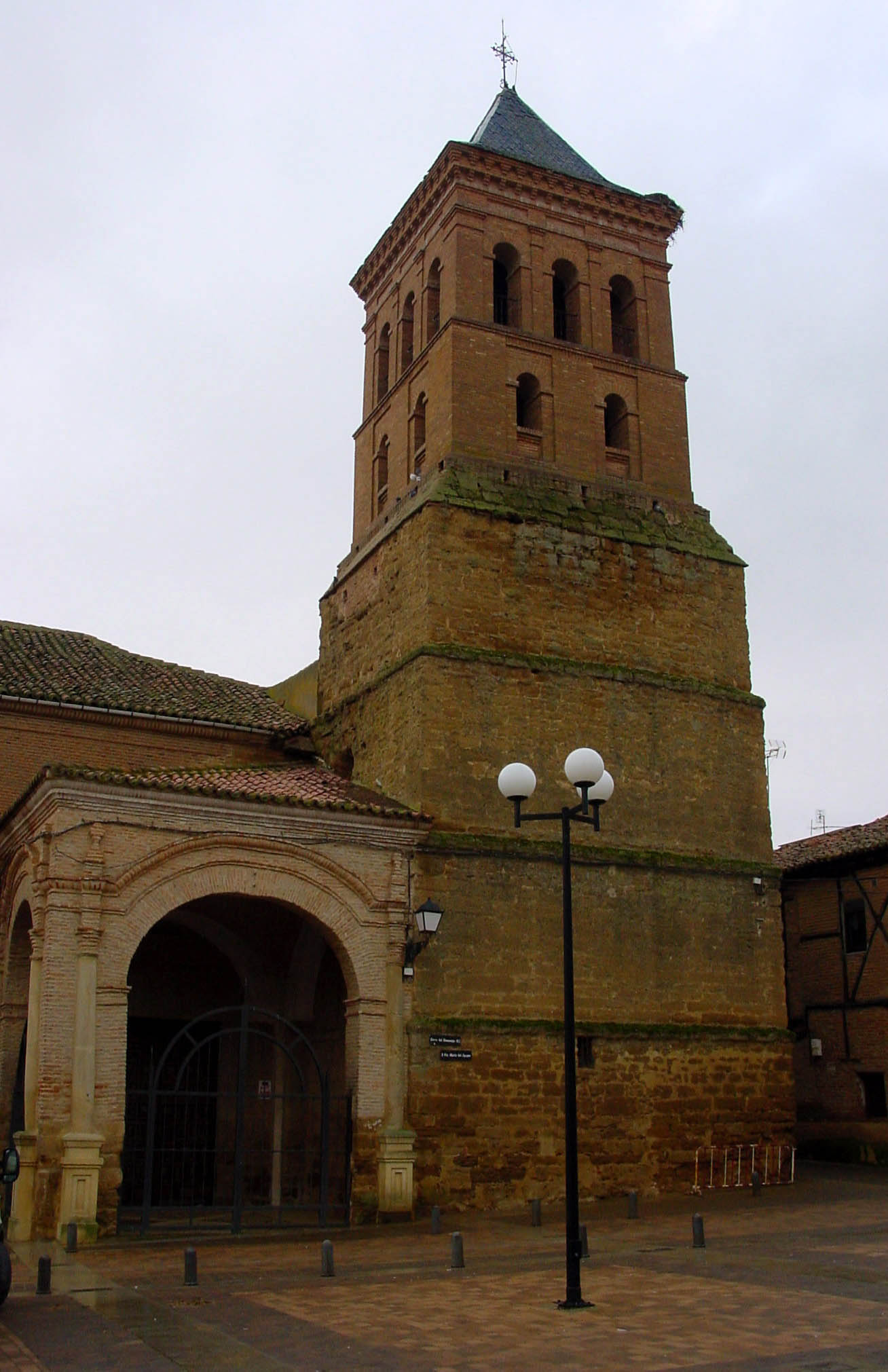
Iglesia de Santa María del Azogue
Se encuentra en la parte sur de la plaza Mayor en el solar donde estuvo parte de la fortificación de Valderas. Está documentada en el año 1144 en la catedral de León. Se modificó a mitad del siglo XVII y en el XIX. Es de planta basilical con ábside cuadrado, con tres naves y bóvedas de crucería, más una gran cúpula sin linterna (arquitectura). La torre es herencia de la fortaleza. Adosada a ella hay un pórtico.
Es destacable el retablo mayor, cuya estructura o soporte arquitectónico pertenece al estilo plateresco del siglo XVI, de autor desconocido, cuyas tallas son de influencia de Berruguete. Es un retablo pictórico y escultórico. Está dividido en cinco calles y dos entrecalles, más estrechas que las anteriores y limitadas por columnas, más las dos entrecalles de las polseras. Todas las columnas que limitan las calles son elegantes balaustres. Horizontalmente consta de cuatro cuerpos que están divididos por frisos adornados de grutescos, ángeles y guirnaldas.
Iglesia de San Claudio
Es la iglesia o capilla del antiguo convento de carmelitas, conocida bajo la advocación de este santo, ubicado en la calle de los Castillos y construido en 1565. Se conservan algunas arcadas del claustro antiguo entre los edificios levantados en su solar. El convento fue un importante centro de cultura; muchos de sus estudiantes fueron personalidades destacadas en la Iglesia católica y en las letras. Entre los más famosos se encuentra el padre Isla, escritor español del siglo XVIII que pasó aquí unos años de su juventud.
El exterior de la iglesia presenta un gran rectángulo de ladrillo con espadaña de tres huecos y linterna octogonal. Tiene una sola nave cubierta por bóveda de cañón, con ábside rectangular. A los lados del ábside hay dos puertas, una conduce a la estancia donde se guardaban los exvotos y ofrendas; en su origen fue capilla de enterramiento de Juan de la Torre, administrador del marqués de Astorga. La otra da acceso a la sacristía cuadrada, cubierta por cúpula semiesférica con linterna que recibe la luz.

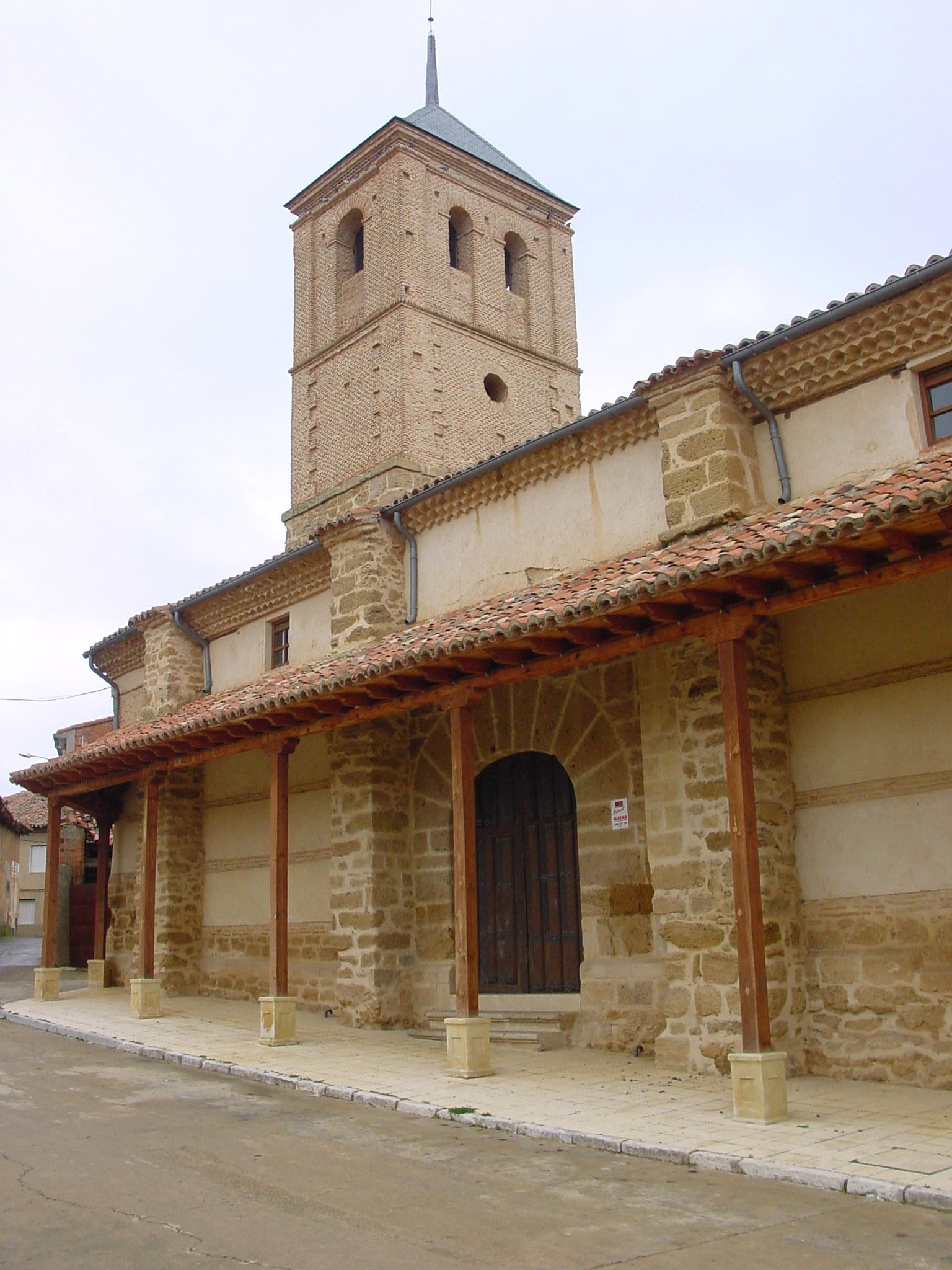
Iglesia de San Juan
La iglesia de San Juan es un templo sin culto situado en la plaza del mismo nombre (en la que antiguamente se celebraba el mercado de ganados). Se construyó en estilo gótico tardío a finales del siglo XVI. Tiene tres naves separadas por columnas toscanas y bóvedas de yeso modernas. Cúpula plateresca del siglo XVI sobre el ábside, apoyada en trompas esculpidas como grandes conchas. A los lados del ábside hay dos puertas que comunican con la sacristía y con una capilla abovedada.
El retablo mayor es del siglo XVII y presenta tres amplias calles. En la central se puede ver la imagen moderna de un Sagrado Corazón y una escultura de San Juan Bautista vestido con pieles. Destacan las capillas de Francisco Hurtado, del siglo XVII, y la del Cristo.
Ermita del Otero
Está situada en un altozano, a tres kilómetros de Valderas. Su construcción data del siglo XIV y se cree que formó parte de un poblado o de una hospedería relacionada con el Camino de Santiago. La conservación del edificio la llevaban hasta hace poco los pastores del pueblo. Permanece cerrada durante todo el año y sólo se abre con motivo de las romerías, celebradas el 3 de mayo y el lunes de Pentecostés.
El edificio consta de una sola nave y se accede al interior por un arco de medio punto en el muro oeste. El ábside es rectangular y en él se halla un retablo barroco de madera sin policromar, con una hornacina que cobija a la Virgen de la Pastorcica. A su lado hay otra pequeña edificación que se construyó para vivienda del santero o cuidador de la ermita.
Convento de los Carmelitas

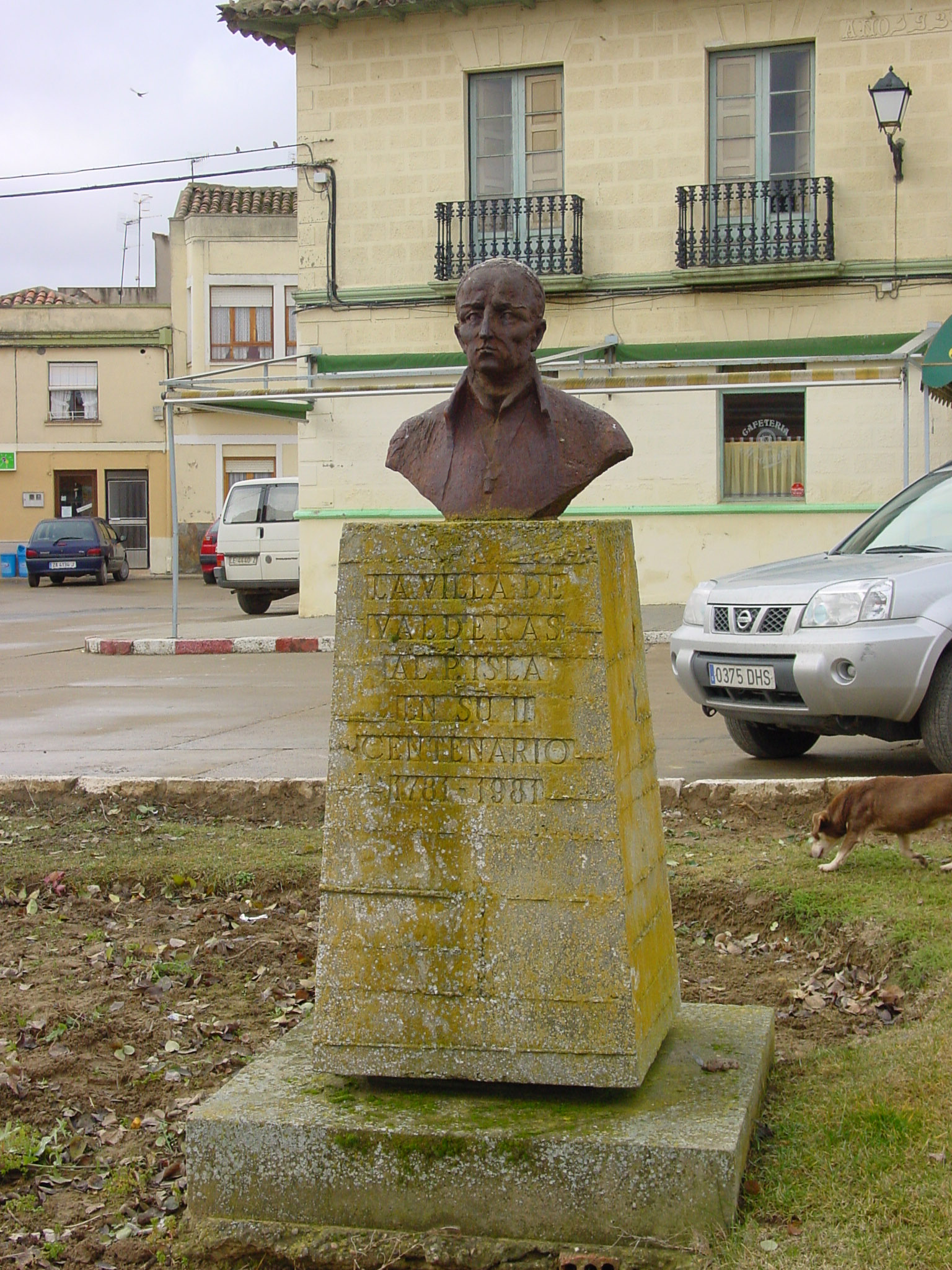
Escultura del Padre Isla, el cual pasó su juventud en el convento de los Carmelitas

Es un edificio del siglo XVI del que no quedan en la actualidad más que unas pocas arcadas del claustro confundidas entre casas construidas en su solar. Durante los siglos XVI y XVII este centro fue un importante lugar docente al que fueron a estudiar personalidades destacadas tanto en el plano de la iglesia como en el de las letras. En este lugar fue donde pasó la juventud el padre Isla como un estudiante más, aprendiendo y conociendo las costumbres de la zona y el carácter de las gentes, lo que le sirvió para poder ilustrar con acierto los pormenores de su obra Fray Gerundio de Campazas.[cita requerida]

#### Edificios civiles
Seminario

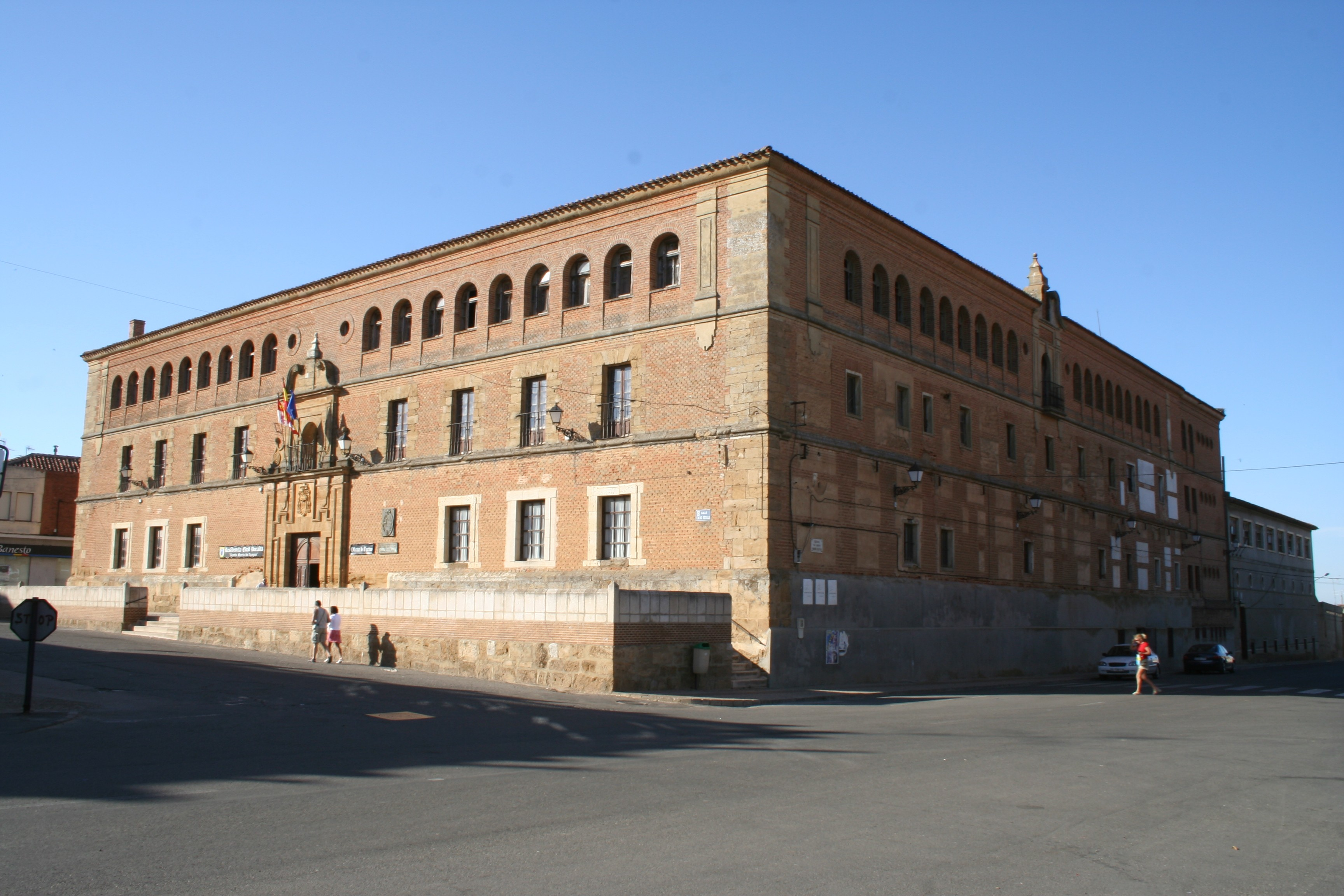
Seminario de Valderas

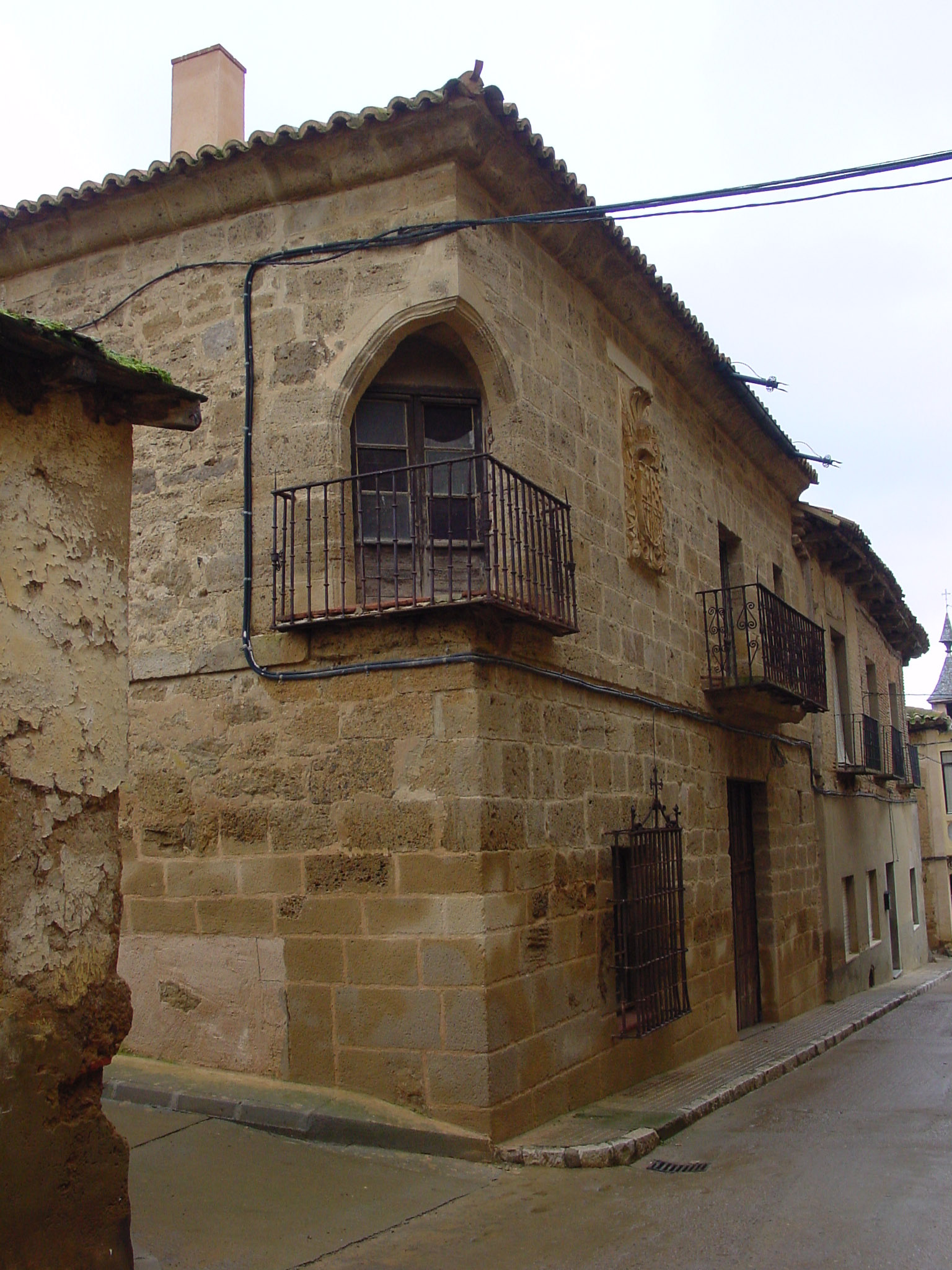
Palacio de los Osorio

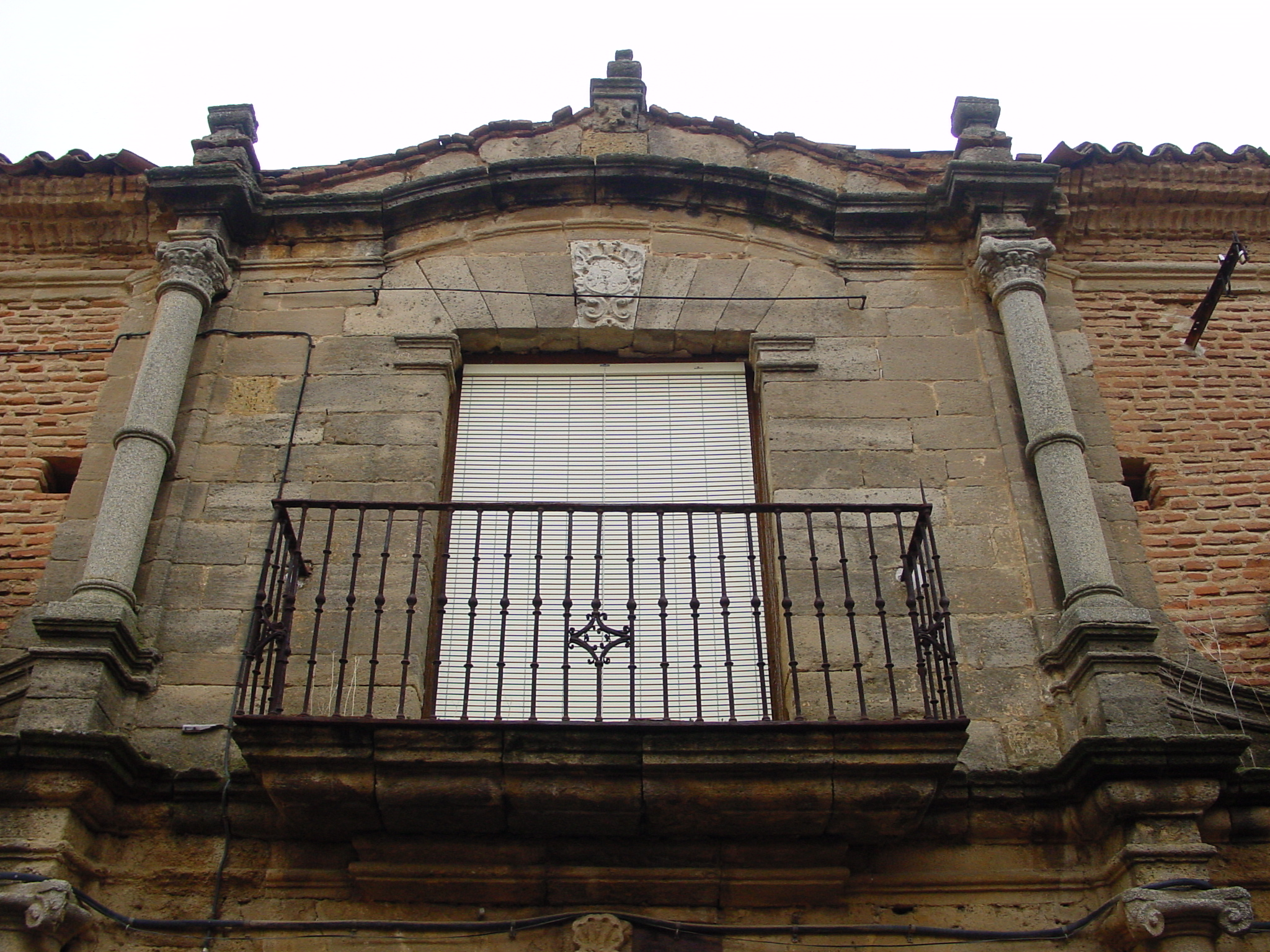
Detalle de la fachada del palacio del Marqués de Janillo

Situado en la esquina de Calvo Sotelo con la avenida de Panduro y Villafañe. Fundado en 1738 por fray Mateo Panduro y Villafañe, carmelita calzado y catedrático de la Universidad de Salamanca, el edificio data del siglo XVIII. En él pernoctó Napoleón Bonaparte a finales de diciembre de 1808, durante la Guerra de la Independencia.
Un siglo después de su construcción fue erigido en seminario conciliar por Real Cédula de Fernando VII y la instrucción fue agregada a la universidad de Valladolid para los grados e incorporación de cursos académicos. En el siglo XIX se agregó a la universidad de Oviedo y se convirtió en patronato particular bajo la autoridad del poseedor del mayorazgo de Villoria de Órbigo que compartía el patronazgo con el cura de la parroquia de San Claudio de Valderas. Desde finales del siglo XX hasta 1952 fue Seminario Menor del obispado de León. En ese año, el obispo Luis Almarcha vendió la institución a los carmelitas descalzos que instalaron en el edificio un colegio-aspirantado bajo la dirección del padre Albano García, historiador y cronista de la villa de Valderas.

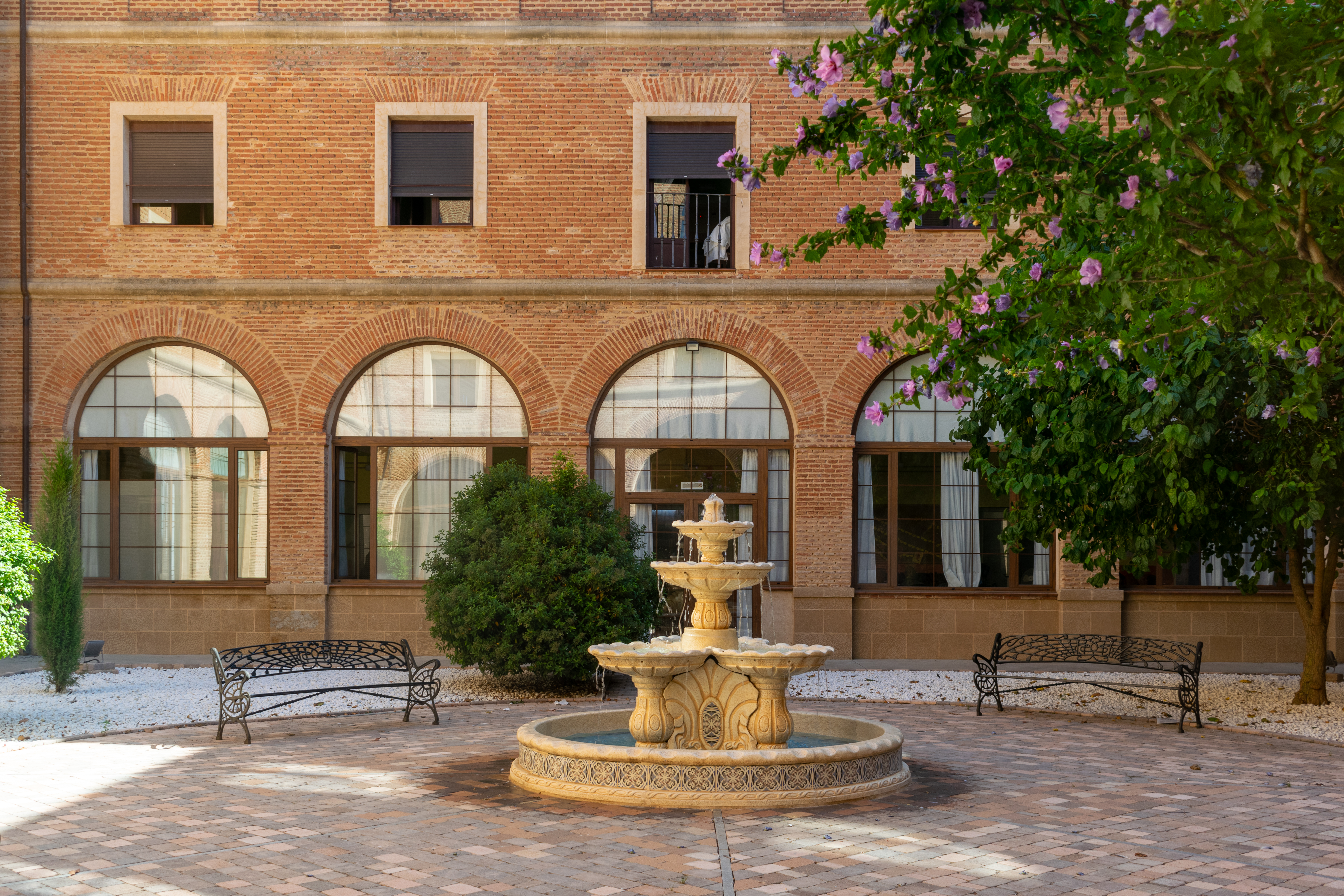
Patio interior del Seminario de Valderas.

En 1970 se cerró el colegio por escasez de alumnos y en 1974 lo compró el ayuntamiento. En 1978 empezaron las obras de rehabilitación, con poca fortuna según los críticos, pues se destruyó gran parte de la obra arquitectónica sin llegar a establecer un uso posterior. En la actualidad está ocupado por el Hogar del Pensionista, una residencia, una biblioteca municipal y la oficina de turismo. En abril de 2009 comenzó su reforma, tras la cual el edificio albergará un auditorio, la biblioteca municipal, una sala de exposiciones, el ayuntamiento y el salón de plenos, reemplazando el actual edificio, cuyo uso posterior no está concretado.
En cuanto a la obra arquitectónica, se distinguen dos períodos en su construcción; el primitivo edificio constaba de dos pisos, hecho en ladrillo y tierra prensada, mientras que el tercer piso, levantado en 1942, es todo de ladrillo. Destaca la portada de la fachada occidental, decorada con elementos de influencia herreriana.
Edificio de correos
Situado en la plaza Mayor, se trata de la antigua casa consistorial. Fue edificado sobre el solar donde se supone que estaba la casa de María de Zarzas. Data de 1701 y su estilo es herreriano, con dos torrecillas en los costados, con balcones, rematadas por chapiteles que terminan en estípites. La fachada, rematada con un frontón, presenta un balcón corrido con tres vanos rectangulares, y sobre el vano central hay un gran escudo de la villa, del siglo XVIII.
Casa de los Osorio
La casa de los Osorio o casa de Álvar Pérez Osorio (señor de las Siete Villas de Campos, marqués de Astorga y conde de Trastámara) es una casona con fachada de sillares, amplio portalón sobre el que ostenta su escudo de armas y balcón de esquina.
Palacio del marqués de Janillo
Del siglo XVIII, se encuentra ubicado en la calle de Alonso Castrillo (o calle Derecha). En la fachada principal presenta una portada neoclásica. La puerta es adintelada y sobre ella se abre un gran balcón sobre el que está esculpida la cruz de Santiago. En su interior hay un patio porticado con un suelo empedrado y enlosado.
Puente nuevo
El puente nuevo data de 1761, como reza en una de sus pilastras. Cruza el río Cea y es de piedra y con varios arcos. Se conserva en relativo buen estado y ya no soporta apenas tráfico, porque desde hace algunos años existe a su lado un puente moderno por el que pasa la carretera de León.

#### Subsuelo
Valderas tiene toda una red de túneles que han ido minando el subsuelo a través de los años. Son bodegas excavadas a gran profundidad bajo las casas, cubiertas por bóvedas. Su función original era servir de pequeñas bodegas caseras y de despensas (fresqueras), pero en algún momento de la historia algunos de estos enclaves fueron destinados a otros menesteres: algunos de estos enclaves fueron destinados a funciones defensivas e incluso a prisión.
La leyenda cuenta que algunos de estos subterráneos se alargaban incluso atravesando el río y se comunican con las fortalezas más cercanas: Se cuenta que debajo de las torres del castillo había un túnel profundo, y que el castillo de Valderas se comunicaba mediante túneles con los castillos de Benavente (a unos 25 kilómetros) y de Grajal de Campos (a unos 50 kilómetros) [cita requerida].
En la actualidad muchas de estas bodegas ya no cumplen su misión enológica pero están destinadas a merenderos y lugares de reunión de amigos. También son la causa de que algunas casas abandonadas se derrumben cuando las bodegas ceden, víctima del abandono y de las humedades.

### Idioma
En Valderas, el idioma hablado es el castellano, aunque existen dejes e influencias del leonés. Como ejemplo de este hecho podemos encontrar expresiones como asgalla (mucho), asin (así), fartuco (harto), manguan (insulto), merucas (gusanos), tolai (insulto), usmia (tacaño)... además de terminaciones en U en muchas palabras.

### Museos
La villa cuenta con el museo de Arte Sacro, alojado en el claustro del convento del Socorro. En él se pueden encontrar una colección de Cristos de los siglos XIII al XVIII, entre los que se encuentra un Cristo articulado obra de Gregorio Fernández, una Piedad del siglo XV o un retablo del siglo XVII, entre otros.

### Tradiciones

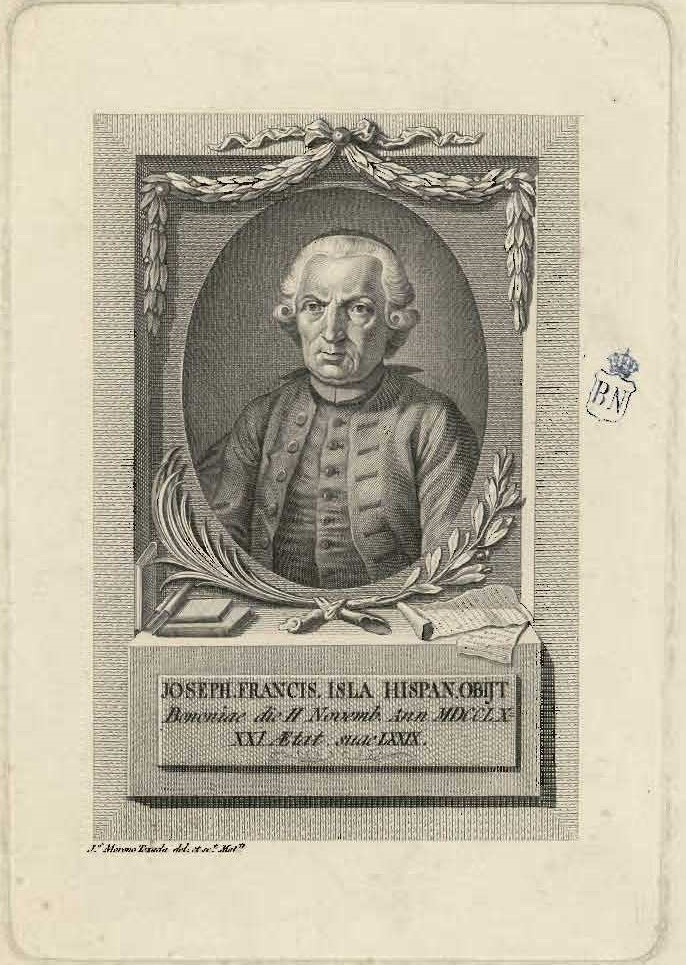
José Francisco de Isla (Padre Isla) pasó los primeros años de su vida en Valderas.